# Formula 1: 栄光のグランプリ
『Formula 1: 栄光のグランプリ』（英語: Formula 1: Drive to Survive）は、自動車レースのフォーミュラ1（F1）を扱ったドキュメンタリーシリーズである。NetflixのオリジナルTV番組のひとつであり、Netflixで独占配信されている。最初のシーズンは2019年3月8日に配信が開始された。

## 概要
F1世界選手権の各シーズンにおける様々な出来事や人間模様を物語仕立てにして取り上げ、1話完結の形式で描くドキュメンタリー作品となっている。最初のシーズンは2018年の選手権を扱い2019年に配信が開始され、2023年までに5シーズンが製作されている。（→#略史）
各シーズンは10話で構成され、2023年までに全50話が配信されている。（→#各話リスト）
普段モータースポーツを観ていない視聴者の入口となるような作りになっており、本作品はF1ファンの増加にも大きく寄与し、特にアメリカ合衆国では好評を博している。（→#反響）
スポーツとしてのF1がチャンピオンタイトル争いを中心にして扱われがちなのとは異なり、本作品の各エピソードは様々なチームやドライバーにスポットライトを当てたものになっており、関係者たちのサーキット外の個性や人生、人間関係の機微を描き出している点は高く評価されている。
製作にあたってF1（フォーミュラワン・グループ）や各チームから独占取材の権利を獲得しており、レースにおける様子を描くだけではなく、ドライバー、チームオーナー、チーム代表（チーム運営の責任者）といったF1の主要な関係者たちへのインタビューや、彼らの私生活やチーム内部の事情にまで踏み込んで構成されている。（→#製作）
2022年5月時点で、シーズン6までの製作が決定している。

## 製作

### 企画
エグゼクティブ・プロデューサーを務めるジェームズ・ゲイ＝リースは、アカデミー長編ドキュメンタリー映画賞を受賞した『AMY エイミー』（2015年）のプロデューサーであり、F1関連ではアイルトン・セナを扱ったドキュメンタリー映画の『アイルトン・セナ 〜音速の彼方へ』（2010年）でプロデューサーを務めた人物である。もう一人のエグゼクティブ・プロデューサーであるポール・マーティンはそれまでもゲイ＝リースと協働して作品製作に携わっており、製作総指揮はこの二人によって執られている。
この作品はもともとはレッドブル・レーシングを扱ったドキュメンタリーシリーズとして企画が進められていたが、F1全般を扱うことに方針が変わったとゲイ＝リースは語っている。F1のテレビ放映権料が高いことはよく知られているが、この作品については新たなファン層の開拓を期待できるという（通常のテレビ中継とは異なる）メリットがあるため、権利料の支払いはわずかな額で済んでいる。

### 制作
制作はイギリス・ロンドンを拠点にしているBox To Box Filmsが手掛ける。
Box To Box Filmsの取材による独自映像、独占インタビュー映像のほか、走行中の車両や過去の映像についてはフォーミュラワン・グループが権利を持つ映像（中継に使用される国際映像や過去のアーカイブ映像）が使用される。従来のF1関連のドキュメンタリーでは映像の使用権の関係からレース中の映像は制限されたものになっていることが多く、この点では異例である。音声についても、チームとドライバーの間の無線の音声（フォーミュラワン・グループが権利を持つ）が使用されている。
レース中の映像は取材班が独自にピットガレージ内で撮影した映像も使われ、コース上の出来事に一喜一憂する関係者たちの姿を捉えた映像を加えることでレースの臨場感を高めている。

### チームとの関係
F1チームは、車両の設計、走行データ、各種オペレーションなどといった企業秘密を衆目に晒すことに非常に敏感であり、取材を行ったBox To Box Filmsにとっては、彼らの信頼を得ることが課題となった。それでも、2018年に撮影が行われたシーズン1では全10チームの内、選手権タイトルを争っていたメルセデスとフェラーリを除く8チームが取材を受け入れた。チーム内部にNetflixのカメラが入ることを許可しなかった2チームも、翌年のシーズン2からは取材を受け入れ、シーズン2以降は全チームの内部で何らかの撮影が行われている。
最初の2シーズンで制作チームはF1の各チームとの間に信頼関係を築くことに成功し、これにより2020年に取材が行われたシーズン3は新型コロナウイルス感染症の影響による厳しい行動制限があった中でもチーム内に入り込んで取材を続けることが可能となった。

## 反響

### 評価
それまでF1に関心のなかった新たな視聴者層を惹き付けたと言われており、特にアメリカ合衆国においてその傾向が認められるとされる。その成功の多くはサーキットの外のドライバーたちの個性や人生を描き出していることによるものだと言われている。
長いシーズンにおける複数のテーマをエピソードごとに特定のチームやドライバーに焦点を当てることで凝縮し、各エピソードで一片の物語として語る形式を取っており、レースシーズンを自然な形で物語に落とし込んでいる点は称賛されている。「登場人物」たちのエゴのぶつかり合いや、政治的駆け引きといった人間ドラマに重点が置かれ、従来のマニア層向けの作品や番組で多用されてきたモータースポーツ特有の専門用語などは極力排除され、自動車レースの予備知識を持たない一般的な視聴者層が楽しめる形でF1を提示している点も高く評価されている。
F1関係者からも概ね好評を得ているが、この作品は関係者のインタビュー映像中のコメントやレース中の無線を挿し込むタイミングを恣意的に組み替えるなどして、出来事や登場人物たちの関係性を過度に脚色したり、事実と異なる形で提示したりしているとも言われており、この点は取材を受けたF1関係者たちもしばしば指摘し、一部の関係者は明確に拒否感を示している（→#関係者たちの反応）。そのため、エンターテインメント性は高く評価されている一方、純粋なドキュメンタリー作品として評価した場合は疑問の声もある。
映像作品としては、ドルビーアトモスをサポートして制作された音響について映像関係者からの評価がシーズン1の頃から高く、映画オーディオ協会賞や英国アカデミーテレビクラフト賞といった賞の音響部門にたびたびノミネートされ、複数の賞を受賞している。ドキュメンタリー作品としては、2022年にスポーツ・エミー賞の部門賞を受賞している。（→#受賞・ノミネート）

### 視聴者数
Netflixは視聴者数を公表していないが、シーズン3は公開された月の視聴ランキングで1位を獲得した。実際の視聴者数を知る立場にある関係者たちが特に注目したのは、シーズン3がシーズン1よりも多くの視聴者を獲得したことである。シーズン2以降の視聴率がシーズン1を上回ることはNetflixでは珍しい現象であり、シリーズを観始めた視聴者がシーズンの全話を視聴した「視聴完了率」や全話視聴し終えるまでの時間の短さといった指標もシーズン3では向上を示した。
ルイス・ハミルトン（メルセデス）とマックス・フェルスタッペン（レッドブル）によって激しいチャンピオン争いが繰り広げられた2021年シーズンを扱ったシーズン4では、そのシーズン3をさらに上回る視聴者数を獲得した。シーズン4の配信が開始された2022年3月11日から同月20日までの統計では、全世界で1時間当たり平均5700万回視聴されたとされる。
| シーズン / 公開年  | 初週視聴者数 (人) | 初週視聴者数 (人) | 初週視聴者数 (人) |
| シーズン / 公開年  | 新シーズン        | 旧シーズン        | 合計              |
| ------------------ | ----------------- | ----------------- | ----------------- |
| シーズン1 (2019年) | 288,286           | -                 | 288,286           |
| シーズン2 (2020年) | 199,308           | 32,416            | 231,174           |
| シーズン3 (2021年) | 243,445           | 57,669            | 301,114           |
| シーズン4 (2022年) | 407,678           | 68,334            | 476,012           |
| シーズン5 (2023年) | 569,884           | 73,613            | 643,497           |
| 出典:              |                   |                   |                   |

| 28.8万人  | 23.1万人  | 30.1万人  | 47.6万人  | 64.3万人  |
| S1 2019年 | S2 2020年 | S3 2021年 | S4 2022年 | S5 2023年 |

### F1ファンの拡大
F1そのものも、この作品が始まって以降、主要市場の一部の国々だけでも推定7300万人の新たなファンを獲得したと考えられている。これは従来から20%増えたことになり、特に16歳～35歳の若い世代のファンが急増し、増加したファンの77%はこの年齢層だと考えられている。この分析結果を公表したニールセンは、この変化はこの作品や2020年に開催されたF1のバーチャルグランプリシリーズの影響によるものだと分析している。ニールセンの調査によれば、F1ファンの平均年齢は2017年は36歳だったが、結果として、2021年には32歳に低下した。
また、別の調査会社によるデータでも、2019年第1四半期から2021年第3四半期の期間で18歳から24歳の年齢層においてF1ファンの増加傾向が顕著だとされ、従来よりも平均10%増加したとされ、ニールセンの調査結果と同様、F1ファンの数は二桁の伸びを示した。地域別では北米における成長率が最も高く、同じ統計で34%の上昇が見られた。これは同時期のNASCAR、夏季オリンピック、サッカーのプレミアリーグよりも高い上昇率を示したことになる。

### 米国における反響

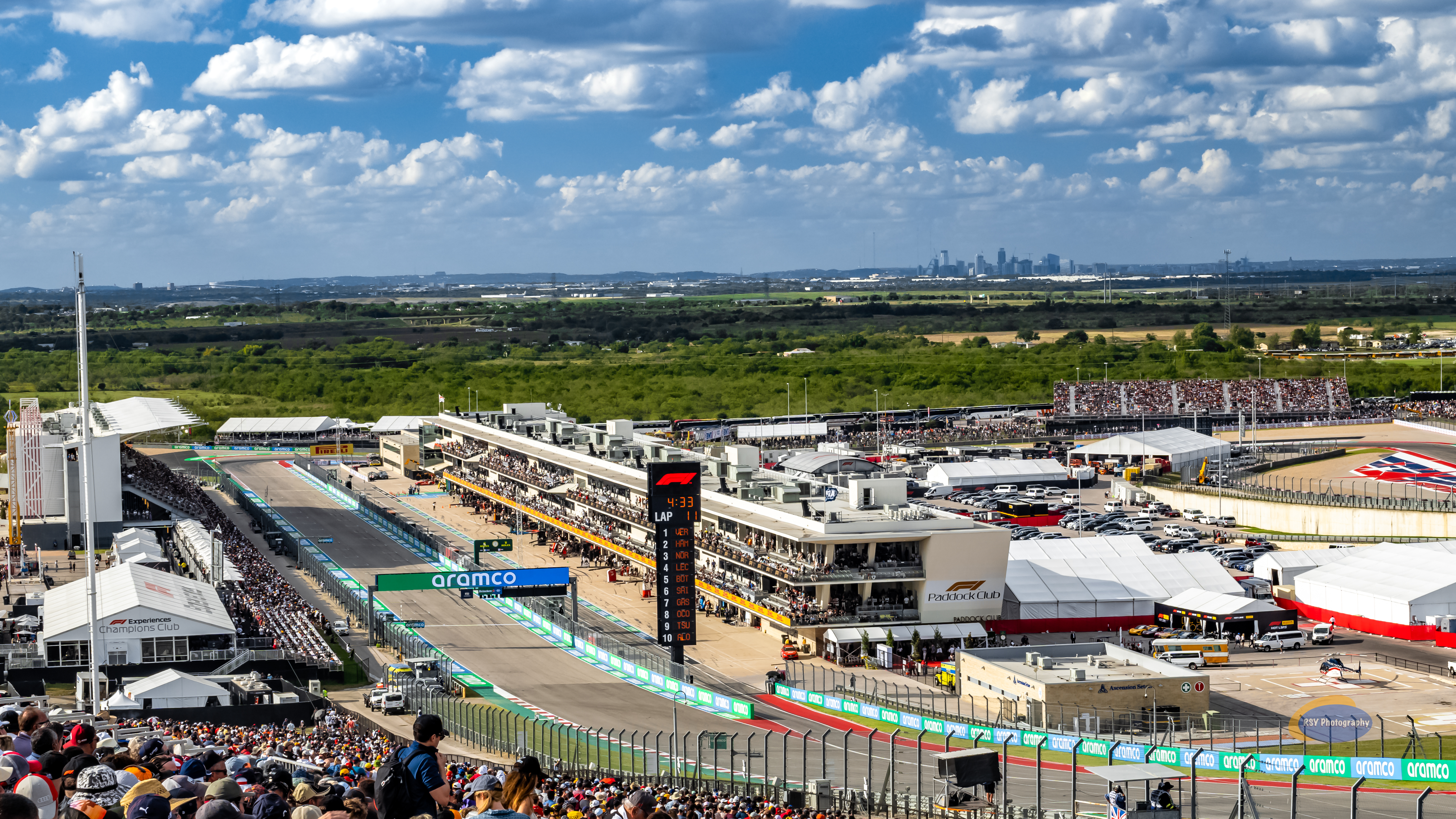
多くの観客を迎えた2021年アメリカグランプリ（予選日）。会場はテキサス州オースティンに所在するサーキット・オブ・ジ・アメリカズ。

この作品が発表される以前はアメリカ合衆国（米国）ではF1のファン層は限定的だったが、この作品はF1にとって長年の悲願である「アメリカ人をF1ファンにする」ことに大きなインパクトを与えた。
シーズン1はタイトル争いをしている2チームが取材クルーの受け入れを拒否したため、各話は（レッドブルを除いて）優勝争いから遠い中団から下位のチームに焦点を合わせたものになったが、米国の視聴者たちはその点をあまり気にしなかった。
シーズン1が始まって最初のアメリカグランプリとなる2019年のアメリカグランプリは、2018年と比べてチケット売り上げが15%向上した。2020年は開催されなかったものの、2021年のアメリカグランプリでは、3日間でのべ40万人以上の観客がサーキットに足を運んだ（2018年は約264,000人）。その来場者の内のおよそ3分の2は、F1を現地で観戦するのは初めてだったと推定されている。また、テレビでも米国内で100万人以上の視聴者が同レースを観戦した。
米国におけるF1ファンの増加に伴い、米国企業がF1チームとスポンサー契約する数も増加し、これは本作品の影響によるものだと指摘されている。

#### F1中継の視聴者数への影響
全てがこの作品の影響なのか定量化する方法はないものの、米国におけるF1中継の視聴者数も急増し、中継を担当しているESPNによれば、1レース当たりの平均視聴者数は2018年は約547,000人だったが、シーズン3放送後の2021年には約934,000人にまで増加した。これは前年に記録した約608,000人と比較しても54%の急上昇であり、米国における年間の平均視聴者数のそれまでの最高記録は1995年に記録された約748,000人だったが、それを更新するものとなった。この変化について、識者は一様に本作品の影響とみなしている。
| 米国におけるF1中継の1レース当たりの平均視聴者数推移: |            |          |          |          |          |             |          |          |          |         |
| 41.4万人                                             | 36.6万人   | 47.7万人 | 41.8万人 | 48.9万人 | 55.8万人 | 54.7万人    | 67.2万人 | 60.8万人 | 93.4万人 | 121万人 |
| 2012年 FOX                                           | 2013年 NBC | 2014年   | 2015年   | 2016年   | 2017年   | 2018年 ESPN | 2019年   | 2020年   | 2021年   | 2022年  |

#### 2021年と2022年のブレイク
2021年の時点でESPNの視聴率は記録破りのものとなっていたが、続く2022年は前年をさらに大幅に上回るものになった。3月、シーズン4公開開始直後のF1開幕戦バーレーングランプリでは、ESPNにおいて決勝レースの視聴者数が平均で約135万人を記録した。これは米国では1995年ブラジルグランプリで記録された平均視聴者数（約174万人）に次いで、史上2番目に多い視聴者数となった。
以降の序盤数戦も視聴者数は歴代最高記録に迫る高い水準で推移し、5月に地元米国で開催された第5戦マイアミグランプリでは、約258万3000人という平均視聴者数を記録し、従来の記録を大幅に更新した。
最終的にシーズン全22戦中17戦で100万人以上の平均視聴者数を獲得し、米国における年間の1レース当たりの平均視聴者数は121万人に達し、同国におけるF1中継の歴史上初めて、100万人を突破した。特筆すべきは若年層と女性の視聴者の拡大が前年よりもさらに進展したことで、2021年と比べて、18歳から34歳の1レースあたりの平均視聴者数は43%の増加を記録し、女性の視聴者数は前年と比べても34%増加した。

#### 1国3レース開催の実現
本作品の影響により、米国におけるF1人気の高まりはかつてない水準となり、それまでオースティンで開催されていたアメリカGPに加え、2022年からマイアミGP、2023年からラスベガスGPが開催されることが2021年から2022年初めまでの間に相次いで決定し、米国内でF1が年間3レース開催されることになった。

### 関係者たちの反応
ドライバーや関係者たちの多くは、この作品を契機としてアメリカからのF1への注目度が高まり、ファン層の拡大を実感していると述べている。同時に、この作品内で描かれている事柄には脚色が含まれ、事実とは異なっている点があるとも多くの関係者が指摘している。この点については、作品そのものの反響が大きく、その恩恵があることから「エンターテインメント」として受け入れている関係者が多いものの、マックス・フェルスタッペンのように明確に否定的な反応を示す関係者もいる。
以下、主な反応を基本的に時系列に沿って記載する。
- 2020年
  - ケビン・マグヌッセンはシーズン2について、ロマン・グロージャンがあたかも自分の敵であるかのように描かれていると指摘し、実際には家族ぐるみで付き合いがあり、良い関係を築いていたと述べている[43][注釈 13]。グロージャンも、作品そのものについては高く評価しつつ、真実が描かれているわけではないと述べている[41]。
  - カルロス・サインツは2020年に作品そのものについては称賛しつつ、シーズン2で描かれた自分とダニエル・リカルドとの関係が「ライバル関係」として誇張されて描かれていると指摘している[41]。また、2021年にはシーズン3のエピソード4（サインツ加入前のスクーデリア・フェラーリ内の不協和音を描いている）に言及し、実際のフェラーリはこの話で描かれているものよりもクールで素晴らしいものだと語った[42]。
  - 作品内で大きく取り上げられているギュンター・シュタイナーは2020年にインタビューに答え、自身はこの作品を視聴していないが、撮影スタッフはすでに「家具のように」そこにあるのが自然な存在となっており、気にすることもなくなっていると述べている[46][47]。シュタイナー個人が人気を得てしまったことについては関心はなく、レースで結果を出すことのみが自分の目的であり、そのために働いている姿を撮影してくれればよいと語っている[46]。
- 2021年
  - トト・ヴォルフはメルセデスチームがシーズン2から参加することを決めた理由について、シーズン1にはヴォルフ自身が普段認識しているF1の姿とは異なる角度からの視点があり、これは新たな視聴者層を魅了するのに役立つだろうと考えたため、と述べている[4]。ヴォルフ自身の感想として、シーズン1のエピソード1、2を見た時点では好ましいものとは思わなかったが、反響の大きさを見て、ビジネス上の判断から考えを改めたとも述べている[24]。
  - レッドブル・レーシングのクリスチャン・ホーナーは、この作品がF1のレース中継からは窺い知れない側面を捉え、新たなファンを開拓している点を高く評価した[48][49]。ホーナー自身の14歳の娘とその友人たちも以前はそれほどF1に関心を持っていなかったが、この作品の開始以降は全てのF1ドライバーを覚えるまでになったとも述べている[48][49]。
  - マクラーレン・レーシングのCEOであるザク・ブラウンはこの作品について「北米においてF1に最もインパクトを与えた出来事であり、米国から来るほぼ全てのコメントは『栄光のグランプリ』に関するもので、それまでF1を観たことがなかった人たちにF1を絶対見逃せない存在として認知させた」と称賛している[4]。シーズン3でサインツとランド・ノリスの「ライバル関係」が描かれたことについて、実際にはそうした緊張関係はなく、エンターテインメントに過ぎないと述べた[17][注釈 14]。
  - マックス・フェルスタッペンはこの作品について、米国における人気を高めるために必要な作品であることは認めつつ、演出が過剰であり、自分は次シーズン（シーズン4）以降の出演を望まず、インタビューにも応じないと語った[15][16]。特に（シーズン3のサインツとノリスの描かれ方のように）「実際には存在しないライバル関係」を作り上げている点に不快感を示し、それが作品に参加しないことを決めた要因になったと述べている[15]。2022年にシーズン4についてコメントし、最初の2話と最後の2話だけ視聴したとした上で、全体的な描写について「全てではないが、とても多くのことが間違っている」と述べた[50]。2022年シーズンを扱ったシーズン5では作品に復帰し、インタビューに応じるようになったが、これは、ワールドチャンピオンという立場上、参加しないわけにはいかなかったためだとコメントしている[51]。
- 2022年
  - ランド・ノリスはシーズン4のエピソード2（マクラーレンに移籍したリカルドの不振に焦点を当てており、リカルドとノリスの関係は若干険悪なものとして描かれている）に言及し、自身の発言が編集によって切り取られ、本来の文脈から外れた場所で使用されていることを指摘し、問題視した[52]。フェルスタッペンも、シーズン4におけるノリスとリカルドの描写が気に入らなかったと述べ、両名とも実際には好漢であるということを前置きした上で、特にノリスの扱いについて「少しろくでもない人物であるかのように見せている」として苦言を呈している[53][54]。
  - シーズン4の公開開始後、フォーミュラワン・グループのCEOステファノ・ドメニカリは、本作品がF1に与えたメリットが大きい一方で、本作品における描写の手法を好まないドライバーがいることを認識していると表明した[55]。同社としては作品を全てのドライバーが快く協力できるものにすることを望んでおり、対策として、作品の内容が現実から乖離しないよう、Netflixと話し合いを行なうと述べた[55]。

### 他のスポーツへの波及
この作品の成功により、Netflixは下記の3つのプロスポーツにおいても同様のドキュメンタリー作品を企画し、いずれも本作品と同じくBox To Box Filmsが制作を手掛けた。
- テニス・グランドスラム - 『ブレイクポイント: ラケットの向こうに（英語版）』（2023年1月配信開始）
- ゴルフ・PGAツアー - 『フルスイング: その一打が勝負を分ける（英語版）』（2023年2月配信開始）
- 自転車ロードレース・ツール・ド・フランス - 『ツール・ド・フランス: 栄冠は風の彼方に（英語版）』（2023年6月配信開始）

また、F1の公式ストリーミングサービスのF1 TVは、この作品から着想を得て、下位カテゴリーのフォーミュラ2を題材としたドキュメンタリー作品である『F2: Chasing the Dream』の製作を2019年に始め、2020年から配信を行っている。

## 略史
- 2017年
  - F1の興行権を持つフォーミュラワン・グループの親会社であるリバティメディアとNetflixの間で、F1世界選手権を題材にしたドキュメンタリー番組の製作についての協議が行われる[59]。
- 2018年
  - 3月24日、フォーミュラワン・グループが、2018年のF1世界選手権の舞台裏を独占的に紹介する10話のドキュメンタリーシリーズの製作をNetflixに委託したと発表する[60]。
- 2019年
  - 2月19日、配信開始日が告知され、予告編の配信が始まる[61][62]。
  - 3月8日、シーズン1（全10話）配信開始。
  - 5月、フェラーリとメルセデスがシーズン2に参加することに同意する[63][注釈 15]。
  - 7月24日、F1とNetflixの間で契約が更新され、シーズン2をリリースすることが発表される[64]。
- 2020年
  - 1月22日、シーズン2の配信開始日が告知される[65]。
  - 2月17日、シーズン2の予告編の配信が始まる[66]。
  - 2月28日、シーズン2（全10話）配信開始。
  - 8月、シーズン3がリリースされることが発表される[67]。
- 2021年
  - 2月19日、シーズン3の配信開始日が告知され、予告編の配信が始まる[68]。
  - 3月19日、シーズン3（全10話）配信開始。
  - 4月、シーズン5までの製作が決定したことが発表される[69]。
- 2022年
  - 2月16日、シーズン4の配信開始日が告知される[70]。
  - 2月28日、シーズン4の予告編（Teaser）の配信が始まる[71][72]。
  - 3月9日、シーズン4の予告編（Trailer）の配信が始まる[73]。
  - 3月11日、シーズン4（全10話）配信開始。
  - 5月5日、シーズン6までの製作が決定したことが発表される[5]。
- 2023年
  - 1月12日、シーズン5の配信開始日が告知され、予告編（First Look）の配信が始まる[74][75]。
  - 2月17日、シーズン5の予告編（Trailer）の配信が始まる[76]。
  - 2月24日、シーズン5（全10話）配信開始。
- 2024年
  - 1月24日、シーズン6の配信開始日が告知される[77]。
  - 2月13日、シーズン6の予告編（Teaser）の配信が始まる[78]。
  - 2月21日、シーズン6の予告編（Trailer）の配信が始まる[79]。
  - 2月23日、シーズン6（全10話）配信開始。

## 各話リスト

### シーズン1
| 通算 話数 | シーズン 話数 | タイトル                                 | 長さ | 配信開始日   |
| --- | ------------- | ---------------------------------------- | ---- | ------------ |
| 1 | 1             | "栄光を目指して" "All to Play For"       | 36分 | 2019年3月8日 |
| 2018年シーズンの開幕戦オーストラリアグランプリに向け、レッドブル・レーシングのダニエル・リカルドは自身のキャリアにとって最も重要となると確信していたシーズンに備えていた。予選でペナルティを受けたことで難しいレースとなったが、リカルドは4位入賞を遂げる。一方、新興のハースチームは予選を上位で終え歓喜の内にあったが、決勝レースではピット時の作業ミスで二人のドライバーがリタイアという最悪の結果に終わる。 |               |                                          |      |              |
| 2 | 2             | "スペイン最速の男" "The King of Spain"   | 39分 | 2019年3月8日 |
| シーズン序盤、ルノーのカルロス・サインツJr.は母国スペインの英雄であり彼にとっての憧れのドライバーであるフェルナンド・アロンソとコース上でバトルを繰り広げていた。サインツはかつての世界ラリー選手権のワールドチャンピオンである偉大な父、カルロス・サインツSr.の息子としての半生を語る。一方、アロンソが所属するマクラーレンは優勝争いから長年の間遠ざかっており、アロンソやCEOのザク・ブラウンはチームの立て直しを図って苦闘を続ける。サインツとアロンソにとって母国レースである第5戦スペイングランプリが始まり、二人はまたしてもポジションを争う。レース終盤、先行していたサインツはエンジンに不調を抱え、アロンソに徐々に差を詰められてしまう。 |               |                                          |      |              |
| 3 | 3             | "救いの道" "Redemption"                  | 40分 | 2019年3月8日 |
| レッドブル・レーシングのチーム代表であるクリスチャン・ホーナーはアゼルバイジャングランプリにおけるリカルドとマックス・フェルスタッペンの同士討ちへの対処を迫られていた。リカルドはレッドブルとの将来に不透明さを抱えたまま、モナコグランプリを迎える。予選前にクラッシュしたフェルスタッペンは決勝レースで後方からスタートすることを余儀なくされ、ポールポジションからスタートしたリカルドはレース序盤からリードを築く。しかし、エンジンの故障によりパワーが低下し、フェラーリのセバスチャン・ベッテルによって追い詰められていく。一方、かつての強豪ウィリアムズは後方集団でもがき続ける。結果を出せないままであれば、チームはスポンサーの支援をいずれ失うことになる。父に代わってチーム代表職を代行しているクレア・ウィリアムズは自分にはチームを率いる能力がないのではないかと自問する。 |               |                                          |      |              |
| 4 | 4             | "戦う術" "The Art of War"                | 37分 | 2019年3月8日 |
| ホーナーは、ルノーによるパワーユニット供給を巡って、ルノーワークスチームの代表であるシリル・アビテブールと舌戦を繰り広げる。ルノーの性能と信頼性に不満を持ったホーナーは、ついにルノーとの関係を終了し、2019年にホンダと組むことを決断する。レッドブルがフェルスタッペンに肩入れしていると感じていたリカルドは、ホンダの性能にも不確かさを感じたことからチームを離れることを決意し、2019年はルノーに移籍することを発表する。それは、ルノーのサインツにとっては2019年のシートを失うことを意味していた。 |               |                                          |      |              |
| 5 | 5             | "チーム崩壊の危機" "Trouble at the Top"  | 32分 | 2019年3月8日 |
| 地元イギリスグランプリを前に、マクラーレンとフォース・インディアはそれぞれ異なる問題を抱えていた。競争力の低い車に苦しむマクラーレンではチーム代表のエリック・ブーリエが引責辞任し、CEOのザク・ブラウンはチームの再構築に邁進する。フォース・インディアではチームオーナーのビジェイ・マリヤが汚職事件により司法当局からの追及を受け、チームの前途に暗雲が立ち込める。フォース・インディアは低迷の続くマクラーレンからランキング6位を奪い取ったが、その3週間後、資金難によりチームは破産し、管財人の管理下に置かれてしまう。 |               |                                          |      |              |
| 6 | 6             | "負ければ終わり" "All or Nothing"        | 36分 | 2019年3月8日 |
| フォース・インディアは大富豪のローレンス・ストロールが率いるコンソーシアムによって救済された。しかし、それは彼の息子であるランス・ストロールが翌年からチームに加入することを意味し、所属ドライバーのセルジオ・ペレスとエステバン・オコンはチームのふたつしかないシートの最後のひとつをめぐって激しく火花を散らす。決して裕福ではない環境でレースキャリアを積んできたオコンと大富豪の支援を受けたペレスという対照的な二人の戦いは続いたが、コース上で同士討ちを繰り返す二人にチームは苛立つ。シーズン終盤のメキシコグランプリでチームはストロールの加入とペレスの残留を発表し、オコンは2019年のシートを失うことになる。オコンは自分が資金面での支援を持たないことを嘆息しつつ、残りのレースで全力を尽くすことを誓う。 |               |                                          |      |              |
| 7 | 7             | "冷静に前を向け" "Keeping Your Head"     | 27分 | 2019年3月8日 |
| ハースチームのロマン・グロージャンはシーズン序盤のアゼルバイジャングランプリとスペイングランプリで自身のミスによりクラッシュする失態もあり、困難なシーズンを送っていた。グロージャン自身も自己不信に陥り、チームオーナーのジーン・ハースと、チーム代表のギュンター・シュタイナーは一貫性のある速さを彼に望む。グロージャンの地元レースとなるフランスグランプリで皆が彼にポイントフィニッシュを期待するが、車に充分な速さがあったにもかかわらず予選でミスを犯してクラッシュし、決勝では一時的に入賞圏内を走ったが次々にオーバーテイクされて11位という結果に終わってしまう。チームメイトのマグヌッセンは殊勲の6位入賞を遂げ、グロージャンは意気消沈する。シュタイナーは翌年に向けて最善の方法は何か考えなければならないと語り、他のドライバーに入れ替えることを示唆する。 |               |                                          |      |              |
| 8 | 8             | "新世代" "The Next Generation"           | 40分 | 2019年3月8日 |
| ザウバーの新人ドライバー、シャルル・ルクレールには翌年からキミ・ライコネンに代わってフェラーリ入りするという噂が流れ始めていた。それは自身の名づけの親でありF1で事故死したジュール・ビアンキの遺志を引き継ぐルクレールにとっての目標でもあった。一方、トロ・ロッソの新人ピエール・ガスリーは離脱するリカルドの後任として翌年からレッドブルに昇格することが決定する。翌年のシートが次々に埋まっていく中、ルクレールのチームメイトのマーカス・エリクソンはシートを失う瀬戸際にあり、そんな中で迎えたイタリアグランプリで車の故障により大クラッシュをしてしまう。F1で最も過酷なレースと言われている酷暑のシンガポールグランプリを前に、ライコネンが翌年からザウバーに加入することが発表され、エリクソンは正念場のレースを迎える。ルクレールはガスリーと接戦を演じて入賞を果たし、エリクソンも生き残りを掛けて臨んだレースで力走を見せるが惜しくも入賞を逃す。2週間後、エリクソンがザウバーから放出されることが発表され、フェラーリ入りが発表されたルクレールと明暗を分ける。 |               |                                          |      |              |
| 9 | 9             | "星条旗はためく下で" "Stars and Stripes" | 31分 | 2019年3月8日 |
| フランスGPの後、ハースは盛り返し、シーズン終盤が近づく頃にはコンストラクターズランキング4位を狙える位置にまで着けていた。その座を争うルノーとの間で激しい戦いが繰り広げられ、ハースのケビン・マグヌッセンとルノーのニコ・ヒュルケンベルグとの間には個人的な対立関係が生じ、コース外でも舌戦を展開する。アメリカグランプリでルノーが6位と7位のダブル入賞をしたことで、両チームのランキング争いはルノーの勝利が決定的となる。この結果はルノーに翌年への希望と期待を繋がせ、ハースには深い失望を与えるものだった。 |               |                                          |      |              |
| 10 | 10            | "ラインの向こう側" "Crossing the Line"   | 32分 | 2019年3月8日 |
| 最終戦アブダビグランプリに向けた準備が進められる中、レッドブルではリカルドがチームに別れを告げ、フェルスタッペンは前戦ブラジルグランプリで起こったオコンとの悶着についてコメントを求められる。フェルナンド・アロンソはF1からの引退を表明し、空いたマクラーレンのシートには次シーズンから同郷の後輩であるサインツが収まることになり、F2チャンピオンの新鋭ランド・ノリスとコンビを組むことが発表される。シュタイナー、ホーナー、アビテブールは2019年シーズンに向けた計画と、いかにしてトップチームと戦っていくつもりかを語る。 |               |                                          |      |              |

### シーズン2
| 通算 話数 | シーズン 話数 | タイトル                              | 長さ | 配信開始日    |
| --- | ------------- | ------------------------------------- | ---- | ------------- |
| 11 | 1             | "ブラックアウト" "Lights Out"         | 33分 | 2020年2月28日 |
| 2019年シーズンの開幕戦オーストラリアグランプリがメルボルンで幕を開けようとしている。新シーズンの開幕を前に、ダニエル・リカルドはレッドブル・レーシングからルノーに移籍し、レッドブルの代表であるクリスチャン・ホーナーは新たに組んだホンダのPUが性能を発揮することを願い、ハースチームはランキング4位を2019年の目標に掲げる。開幕戦の決勝レース開始直後、リカルドはフロントウィングを失い、母国レースを早々にリタイアで終え、ハースのグロージャンもまたホイールナットの緩みによりリタイアを強いられる。一方、レッドブルのフェルスタッペンはホンダにとって2015年の復帰以来初の表彰台フィニッシュとなる3位を獲得し、ハースのマグヌッセンは6位という幸先の良い結果で初戦を終える。 |               |                                       |      |               |
| 12 | 2             | "我慢の限界" "Boiling Point"          | 40分 | 2020年2月28日 |
| ハースチームは待望のタイトルスポンサーとしてリッチエナジーを迎えてシーズンに臨んだが、チームの競争力は低く、序盤戦は困難なものとなる。そして、シーズン中盤のイギリスグランプリを前に、リッチエナジーから契約を打ち切られてしまう。車体のアップデートによる効果を見出せないハースチームは、グロージャンの車を開幕戦仕様の古いスペックに戻してイギリスグランプリに臨む。しかし、レースはスタート直後にグロージャンとマグヌッセンが同士討ちでリタイアするという最悪の結果に終わってしまう。チーム代表のシュタイナーはチームを失望させた二人のドライバーを叱責するとともに解雇をほのめかし、チームオーナーのジーン・ハースはF1を続けることに疑問を抱く。 |               |                                       |      |               |
| 13 | 3             | "火花を散らして" "Dogfight"           | 38分 | 2020年2月28日 |
| ルノーでカルロス・サインツに代わってシートを得たリカルドはルノーの車の特性を掴むのに苦労していた。一方、リカルドによってシートを奪われマクラーレンに移籍したサインツもまた序盤の3戦で苦戦を強いられていた。サインツは第4戦アゼルバイジャングランプリで入賞し、上昇気流に乗り始める。不調が続くリカルドもまた不調を打破する糸口を掴もうとする。 |               |                                       |      |               |
| 14 | 4             | "暗黒の日々" "Dark Days"              | 37分 | 2020年2月28日 |
| 2014年以降、5年に渡ってF1を支配し続けているメルセデスチームのチーム代表トト・ヴォルフが、ニキ・ラウダが果たしたチームへの貢献について語る。ラウダはモナコグランプリの開催直前に亡くなり、そのレースでメルセデスのルイス・ハミルトンは優勝してその勝利をラウダに捧げる。メルセデスチームは地元ドイツグランプリでチームとしての参戦200戦目を迎えるとともに、同社のモータースポーツ参戦125周年を記念し、同レースに特別な装いと強い意気込みで臨む。ハミルトンはインフルエンザにかかり不調を抱える中、予選でポールポジションを獲得し、雨の中で行われたレースでもリードを築く。しかし、雨により路面コンディションは悪化していき、ついにはコースアウトして車を破損させてしまう。チームメイトのバルテリ・ボッタスもリタイアし、意気込んで迎えた母国レースはそれまで常勝を誇っていたメルセデスチームにとって最悪の結果に終わる。レース後の激しい失意の中、ヴォルフは生前のラウダの言葉を思い出し、自身を鼓舞する。 |               |                                       |      |               |
| 15 | 5             | "期待と重圧" "Great Expectations"     | 36分 | 2020年2月28日 |
| レッドブルは前年のルノーよりもはるかに信頼性の高いホンダ製PUを得たことで上々のシーズンを送る。しかし、トロ・ロッソから昇格したガスリーはチームメイトのフェルスタッペンに完全に圧倒され、車にも適応できず苦しんでいた。ホーナーはガスリーがいずれチームになじむことを信じて辛抱強く待っていた。しかし、フェルスタッペンが優勝争いを繰り広げる中、ガスリーは大きく引き離され続け、ホーナーはフェルスタッペンにふさわしいチームメイトを模索し始める。 |               |                                       |      |               |
| 16 | 6             | "猛牛のごとく" "Raging Bulls"         | 37分 | 2020年2月28日 |
| レッドブルはガスリーをチームから降格させ、トロ・ロッソのアレクサンダー・アルボンと交代させることを決定する。それまで紆余曲折のあるレース人生を送っていたアルボンに訪れた大きなチャンスと、ガスリーにとっては大きな失意と共にベルギーグランプリが幕を開ける。そんな中、二人の共通の友人でもあるF2ドライバー、アントワーヌ・ユベールがレース中に事故死する。 |               |                                       |      |               |
| 17 | 7             | "情熱の赤" "Seeing Red"               | 32分 | 2020年2月28日 |
| 名門スクーデリア・フェラーリは数年にわたってメルセデスの後塵を拝し続けている。加えて、チーム内ではベテランのセバスチャン・ベッテルと新進気鋭のシャルル・ルクレールの間で競争が激化し、フェラーリの地元イタリアグランプリでは、ベッテルが下位に甘んじる一方、ルクレールはフェラーリに9年ぶりの地元優勝をもたらす。エースドライバーとしてシーズンに臨んでいたベッテルだったが、やがてルクレールを過小評価していたことを認め、チーム代表のマッティア・ビノットは翌シーズンから両者を対等に扱うことを決意する。 |               |                                       |      |               |
| 18 | 8             | "イス取りゲーム" "Musical Chairs"     | 38分 | 2020年2月28日 |
| ルノーのニコ・ヒュルケンベルグはその長いF1キャリアにおいて、表彰台フィニッシュを一度も達成できていないことにフラストレーションを抱えていた。この年は優勝経験者であるダニエル・リカルドがチームメイトとなり、自身へのプレッシャーはさらに高まる。ヒュルケンベルグはドイツグランプリで表彰台フィニッシュの大きなチャンスを手にするが、雨で濡れた路面に足を取られてコースアウトを喫して、チャンスを棒に振ってしまう。チーム代表のアビテブールは翌年はヒュルケンベルグに代えてエステバン・オコンを起用することを発表する。 |               |                                       |      |               |
| 19 | 9             | "血と汗と涙" "Blood, Sweat & Tears"   | 31分 | 2020年2月28日 |
| ウィリアムズにとって2018年はチーム史上最悪のシーズンとして終わり、2019年シーズンに同じ苦境を繰り返すことは何としても避けたかった。父フランク・ウィリアムズからチームを託されたクレア、技術部門を任されたパディ・ロウは開幕戦に向けて準備を進めるが、車両の製作は遅れ、シーズン開幕前の貴重なテストに丸2日間参加できない事態を招く。開幕後もチームは低迷し、ロウはチームを去る。チームが終わりの見えない低迷を続ける中、クレアは父が築いたウィリアムズを立て直したいという願望を語る。 |               |                                       |      |               |
| 20 | 10            | "チェッカーフラッグ" "Checkered Flag" | 31分 | 2020年2月28日 |
| シーズン終盤のブラジルグランプリ、レース終盤でフェラーリのベッテルとルクレールが同士討ちの末に両者リタイアしたことでセーフティカーが投入され、上位勢のタイム差はなくなり、レースは結末が読めないものになった。2番手を走っていたアルボンはハミルトンと交錯したことでリタイアに追い込まれ、トロ・ロッソのガスリーはダメージを負ったハミルトンをパスする。ガスリーを抜き返そうとするハミルトンはファイナルラップで背後に迫るが、ガスリーは最後の直線で横に並んだハミルトンを0.1秒にも満たない僅差で振り切り、接戦を制して2位でチェッカーフラッグを受ける。ガスリーはF1で自身初の表彰台を獲得し、チーム降格の失意があったシーズンの最後に歓喜の時を迎える。アルボンをリタイアさせたと裁定されたハミルトンにペナルティが下ったことで、サインツは繰り上がりでやはり自身初となる表彰台を獲得し、マクラーレンも5年振りの表彰台フィニッシュを得る。                                                                |               |                                       |      |               |

### シーズン3
| 通算 話数 | シーズン 話数 | タイトル                                           | 長さ | 配信開始日    |
| --- | ------------- | -------------------------------------------------- | ---- | ------------- |
| 21 | 1             | "キャッシュは王様" "Cash Is King"                  | 38分 | 2021年3月19日 |
| 2020年シーズンに向け、各チームは例年通りスペインのカタロニア・サーキットでシーズン前の合同テストに臨んでいた。レーシング・ポイントは前年チャンピオンのメルセデスと瓜二つの車両を持ち込み物議を醸して話題をさらう。しかし、そんな例年通りの喧騒の中、新型コロナウイルス感染症の蔓延がF1にも影を落とし始める。世界的なパンデミックの中で開幕戦オーストラリアグランプリは開催されようとしており、本当にレースを開催するべきなのか、ドライバーたちからも「金が全てか」と疑問の声が上がる。当初は感染症を一笑に付していたF1関係者たちも事態の深刻さに次第に表情を険しくしていき、メルボルンを訪れたチームスタッフたちからも複数の感染者が出るに至ってレースは中止となり、サーキット入り口では集まった観客たちによる怒りの声が上がる。その後のレースも開催の中止や延期がされていき、レースが開催されなくなったことで多くのチームは財政上のリスクを抱え、チームの生き残りを賭けた戦いを迫られる。 |               |                                                    |      |               |
| 22 | 2             | "シーズン再開" "Back On Track"                     | 38分 | 2021年3月19日 |
| 3月の開幕戦の中止以降、F1ではレースが開催されない状態が数か月続いていた。そして、待ち望んでいたシーズンがいよいよ始まることになり、この年のメルセデスの車両（W11）に搭載された「DAS」を巡って、レッドブルのホーナーはメルセデスのヴォルフに早速鍔迫り合いを仕掛ける。7月に開幕戦オーストリアグランプリが開催され、メルセデスが前年以前と同様の強さで予選を支配する。しかし、ハミルトンは降格処分が下ったことで5番手からのスタートとなり、首位を走行するボッタスを追う展開となる。レース終盤に投入されたセーフティカーにより2番手のハミルトンは3番手を走行していたアルボンに詰め寄られ、レース再開時に両者は接触しハミルトンはアルボンをコース外に弾き出してしまう。これによりハミルトンにはタイム加算ペナルティが科され、4位を走っていたランド・ノリスはタイム勝負となったことを利用してハミルトンを僅差で逆転し、自身初の表彰台を獲得する。新シーズンは意外な表彰台の顔ぶれで幕を開けた。 |               |                                                    |      |               |
| 23 | 3             | "トップへの野心" "Nobody's Fool"                   | 40分 | 2021年3月19日 |
| メルセデスでハミルトンのチームメイトを務めるバルテリ・ボッタスは、ハミルトンのサポート役扱いされチームオーダーに幾度も従わされてきたことに不満を感じていた。ロシアグランプリで、ハミルトンはミハエル・シューマッハが樹立したF1史上最多勝記録である91勝に並ぶチャンスを得ていた。ハミルトンは予選でポールポジションを獲得し、ボッタスも予選2番手を獲得するのに十分な速さを持っていたが、ボッタスはライバルチームのドライバーであるフェルスタッペンにトーを与えることで最高速を稼がせ、あえてスタートで不利な2番手を獲らせ、自身は3番手を確保した。ボッタスの予想外の行動に動揺したメルセデスチームは、フェルスタッペンのスタートダッシュを警戒し、決勝レースを前にハミルトンにピット出口の許可されていない地点でスタート練習をさせてしまい、これによりハミルトンはタイムペナルティを受けてしまう。ボッタスは自身に有利な状況の中で、易々とロシアグランプリの優勝を手にする。                |               |                                                    |      |               |
| 24 | 4             | "フェラーリの試練" "We Need to Talk About Ferrari" | 44分 | 2021年3月19日 |
| フェラーリの2020年シーズンは悲惨なものとなっていた。車には上位を争う力はなく、地元イタリアグランプリで予選は低迷し、決勝では両ドライバーともトラブルとクラッシュで無惨なリタイアを喫する。この年限りでチームから離脱することが決定していたベッテルはチームとの間に既に不和が生じていたが、ベッテルが翌年からアストンマーティンに移籍するという報道のタイミングはフェラーリのF1参戦1000戦目を祝う記念イベントと重なり、チームの祝賀ムードに水を差してしまう。ベッテルはタイミングが重なったのは偶然だと主張し、チームもそのことに理解を示すが、両者の間には緊張した空気が流れる。 |               |                                                    |      |               |
| 25 | 5             | "別離のとき" "The End of the Affair"               | 38分 | 2021年3月19日 |
| 7月のシーズン開幕を前に、ダニエル・リカルドは翌シーズンはマクラーレンに移籍することを発表する。加入からわずか1年で別離を宣告されたことでルノーのチーム代表アビテブールとリカルドの関係は冷え込んでいく。同じ頃、レーシングポイントの車（RP20）は前年のチャンピオンであるメルセデスの車両（W10）を「コピー」したものだとして複数のチームから疑惑が寄せられていた。ルノーから提出された抗議を受け、FIAはレーシングポイントに40万ユーロの罰金を科すとともに、コンストラクターズポイントから15ポイントを減算する処分を下す。しかし、この中途半端な裁定にはいずれの陣営も満足せず、各チームは不満を募らせる。イギリスグランプリでリカルドは見事なドライビングを見せ、レーシング・ポイントをオーバーテイクするなどして4位入賞という結果をチームにもたらす。これによりアビテブールはリカルドとの関係を見直し、シーズン中にリカルドと表彰台フィニッシュを目指すことを決意する。                    |               |                                                    |      |               |
| 26 | 6             | "復活" "The Comeback Kid"                          | 37分 | 2021年3月19日 |
| 前年にレッドブルからトロ・ロッソに降格されたピエール・ガスリーは、シーズン終盤に好結果を出したことで自信を取り戻し、再び闘争心を燃やしていた。この年からチームは「アルファタウリ」に名を改め、ガスリーは中団で快進撃を続ける。9月、ガスリーは降格の失望を味わった1年前とは正反対に自信に満ち、チームにとって地元レースとなるイタリアグランプリを迎えた。レースは大波乱の展開となり、フェラーリのルクレールのクラッシュによって赤旗が出され、それによって生じた混戦により、ガスリーは優勝を巡ってカルロス・サインツと争い、僅差の争いを制してF1初優勝を手にする。この快挙にレッドブルの関係者も称賛を送り、前年に降格を決めたホーナーもガスリーへの評価を改める。一方、前年にガスリーと入れ替わりにレッドブルに昇格したアルボンは低迷から抜け出せずにいた。 |               |                                                    |      |               |
| 27 | 7             | "ギュンターの選択" "Guenther's Choice"             | 41分 | 2021年3月19日 |
| 前年にタイトルスポンサーとの契約に失敗したハースは、チーム存続のためにも、2021年に向けて新たなスポンサーを獲得することが大きな課題となっていた。チーム代表のギュンター・シュタイナーはスポンサー候補となるドイツの企業と交渉し、ドイツ人ドライバーを獲得するよう条件を出される。それはかつて7度のワールドチャンピオンに輝いたミハエル・シューマッハの息子であるミック・シューマッハの獲得を暗に要求するものだった。所属ドライバーのグロージャンとマグヌッセンは自分たちのどちらかだけが翌シーズンもチームに残留できると考え、互いに争っていたが、シュタイナーの選択はシューマッハと、ロシアのビリオネアの息子であるニキータ・マゼピンのルーキーコンビを起用するというものだった。 |               |                                                    |      |               |
| 28 | 8             | "後悔なし" "No Regrets"                            | 37分 | 2021年3月19日 |
| 2020年シーズンの開幕を前に、マクラーレンのカルロス・サインツが翌シーズンからフェラーリに移籍することが発表された。これにより、マクラーレン内ではランド・ノリスにサポートの力点が置かれるようになり、仲の良かったサインツとノリスの関係も微妙に変化することになる。そんな中、2020年シーズンのフェラーリは極度の不振に陥り、一方のマクラーレンはメルセデスとレッドブルに次ぐ地位を争うまでに躍進を見せる。サインツの移籍の決断は果たして正しかったのか、周囲では疑問の声が上がり始める。 |               |                                                    |      |               |
| 29 | 9             | "炎上事故" "Man On Fire"                           | 51分 | 2021年3月19日 |
| シーズン終盤のバーレーングランプリのオープニングラップで、グロージャンの車が時速250㎞以上の速度でコースサイドのガードレールに衝突し、車体はふたつに裂け、激しく炎上した。ピットで見守る関係者たちから悲鳴が上がる中、コースオフィシャルたちと医療チームが救出を急ぎ、グロージャンは炎に包まれながらもコクピットから自力で抜け出し、九死に一生を得る。翌週、同じバーレーンで開催されたサヒールグランプリにグロージャンは現れ、両手に重い火傷を負いつつも無事な姿を見せ、関係者を安堵させる。そのサヒールグランプリでは、今シーズン限りでレーシング・ポイントから放出されることが決まってキャリアの岐路に立たされていたセルジオ・ペレスが劇的な初優勝を遂げる。それはレッドブルで低迷を続けるアルボンにとってはシートを失うことを決定づけるものとなる。 |               |                                                    |      |               |
| 30 | 10            | "運命の最終戦" "Down to the Wire"                  | 38分 | 2021年3月19日 |
| シーズン最終戦アブダビグランプリ、チャンピオン争いの決着は既についていたが、コンストラクターズランキング3位の座はルノー、マクラーレン、レーシング・ポイントの間で三つ巴の争いが続いており、最終的にマクラーレンがルノーを逆転してランキング3位を獲得する。シーズンの終わりに、各チームではこのシーズン限りで去るドライバーたちとの間で別れの言葉が交わされる。かくして2020年シーズンの幕は下ろされ、この年もチャンピオンとなったルイス・ハミルトンは、自身のキャリアにおいて人種差別を受けた経験や、この年に起きたジョージ・フロイド、ブリオナ・テイラーの殺害事件についての自身の思いを静かに語り始める。 |               |                                                    |      |               |

### シーズン4
| 通算 話数 | シーズン 話数 | タイトル                                   | 長さ | 配信開始日    |
| --- | ------------- | ------------------------------------------ | ---- | ------------- |
| 31 | 1             | "強豪対決" "Clash of the Titans"           | 38分 | 2022年3月11日 |
| 過去7シーズン、F1はメルセデスによるダブルタイトル連覇を許し続けており、レッドブルのホーナーはタイトル奪還を期してシーズンに臨もうとしていた。例年と異なり、シーズン前のテストからメルセデスは不調を見せ、各チームの代表者たちはメルセデスが打倒されることへの期待を口にする。開幕戦バーレーングランプリの予選でフェルスタッペンがポールポジションを獲得し、レッドブルはシーズン前から寄せられていた高い期待に応えた。しかし、決勝ではハミルトンがピット戦略と巧みなブロックでフェルスタッペンに先行し、レース前の予想を覆して優勝を果たした。それはフェルスタッペンがハミルトンをオーバーテイクした際、コース外を走行したと裁定され、順位を戻したことによるものでもあった。緒戦が2位に終わったことで、レッドブルのホーナーはかえって優勝への闘志を燃やす。 |               |                                            |      |               |
| 32 | 2             | "切り札" "Ace in the Hole"                 | 41分 | 2022年3月11日 |
| 前年をランキング3位で終えたマクラーレンは、ドライバーにダニエル・リカルドを迎えて新シーズンに飛躍を目指していた。しかし、リカルドは車になじめず低迷し、好調なチームメイトのノリスの後塵を拝し続ける。そして、マクラーレンとフェラーリが僅差のランキング3位争いを繰り広げる中、第5戦モナコグランプリが始まる。リカルドは最後の優勝（2018年）を記録したモナコで復調の糸口を得ることを目指したが、レースで入賞圏外に沈み、表彰台争いを演じるノリスにも周回遅れにされてしまう。レース後、チームがノリスの表彰台フィニッシュに沸く中、リカルドは不振から抜け出せずにいる自分自身に激しい苛立ちを覚える。 |               |                                            |      |               |
| 33 | 3             | "転機" "Tipping Point"                     | 45分 | 2022年3月11日 |
| 開幕4戦、レッドブルのフェルスタッペンはライバルのハミルトンに一度しか勝てず、ランキング首位争いでもリードを許していた。第5戦モナコグランプリでシーズンの流れが変わり、このレースで優勝したフェルスタッペンはハミルトンをランキングにおいても逆転し、レッドブルは続くレースでも勝ち続け、第9戦オーストリアグランプリまでのレースで5連勝を達成する。両タイトル争いを大差でリードして第10戦イギリスグランプリに臨んだレッドブルだったが、このレースのオープニングラップでフェルスタッペンとハミルトンは激しく競り合った末、接触し、コース外に弾き出されたフェルスタッペンはリタイアに追いやられてしまう。地元レースを制したハミルトンはタイトル争いのギャップを大きく縮め、ホーナーは事故を引き起こしたにもかかわらず悪びれもしないハミルトンへの怒りに身を震わせる。このレースを新たな転機として、タイトル争いはその激しさを一層増そうとしていた。 |               |                                            |      |               |
| 34 | 4             | "行く手にそびえる山" "A Mountain to Climb" | 39分 | 2022年3月11日 |
| ハースチームはドライバーを2名とも変え、新人のミック・シューマッハ、ニキータ・マゼピンとともに新シーズンを迎えた。マゼピンの父ドミトリーが所有するウラルカリがスポンサーとなり、多額の資金が投入されたことでチームの財政状況は改善されたが、チーム代表のシュタイナーにとって、それはマゼピン親子の意向を無視できなくなることを意味していた。コース上において、マゼピンはシーズン序盤から苦戦し、堅調なシューマッハとは対照的なデビューとなる。第4戦スペイングランプリ、マゼピンは勝手知ったるサーキットであることから意気込んで臨むが、このレースも低調な結果に終わる。自信を失い始めたマゼピンはシューマッハとは車が違うのではないかと疑い、息子の意を汲んだドミトリーはスポンサーからの撤退をほのめかして車両の交換をチームに要求する。第15戦ロシアグランプリ、ハースは地元レースのマゼピンのために新しい車体を用意してレースに送り出した。地の利のあるマゼピンは雨が降ることを読んで素早くタイヤ交換を行い、地元レースを満足な形で締めくくる。チームは翌年に向けてマゼピンとシューマッハとの契約を更新することを決定し、シュタイナーはさらなる飛躍を誓う。 |               |                                            |      |               |
| 35 | 5             | "スランプ脱出" "Staying Alive"             | 33分 | 2022年3月11日 |
| シーズン中盤になってもリカルドの不振は続き、それはフェラーリとランキング3位争いを繰り広げているマクラーレンにとっても痛手となっていた。夏休みが明け、心機一転を図りたいマクラーレンは、フェラーリの地元である第14戦イタリアグランプリにそれまでの流れを変えるべく意気込んで臨む。マクラーレンの2台は予選から好調で、リカルドは2番グリッド、ノリスは3番グリッドを獲得する。スタートでトップに立ったリカルドはレースをリードし、追いすがるフェルスタッペンとハミルトンがリタイアしたこともあって、マクラーレンはチーム関係者にとっても望外の1-2フィニッシュを達成する。久々の優勝を果たしたリカルドは自信を取り戻し、喜びを爆発させる。 |               |                                            |      |               |
| 36 | 6             | "実力の証明" "A Point to Prove"            | 36分 | 2022年3月11日 |
| 2020年、ウィリアムズは投資会社のドリルトン・キャピタルに売却された。新オーナーによってチームの体制は刷新され、チームの立て直しはCEOに任命されたヨースト・カピートに託された。チームが低迷する中でもドライバーのジョージ・ラッセルは気を吐いていたが、そんなラッセルとの契約を翌年に延長する見込みは薄く、WRCの敏腕チームマネージャーとして知られたカピートにとっても、チーム再建への道筋は険しさを見せていた。カピートは低迷するチームを鼓舞し続け、ウィリアムズは雨のハンガリーグランプリでダブル入賞を達成し、2年振りのポイント獲得を遂げる。 |               |                                            |      |               |
| 37 | 7             | "若手ドライバーの苦悩" "Growing Pains"     | 36分 | 2022年3月11日 |
| ランキング5位を争うアルピーヌとアルファタウリでは、ベテランでエースドライバーのアロンソとガスリーがそれぞれポイントを重ねて拮抗し、セカンドドライバーの活躍が重要となっていた。アルファタウリからデビューした新人角田裕毅は攻め過ぎた走りによって度重なるクラッシュを演じていた。一方、アルピーヌのオコンも苦戦を続けていた。若手ドライバーのサポートを図ったチームの意向により、角田はそれまで暮らしていたイギリス・ミルトンキーンズを離れ、チームの本拠地が所在するイタリア・ファエンツァに移住し、厳しくなった管理の下、トレーニングを重ねる。シーズン半ばのハンガリーグランプリは大波乱のレースとなり、このレースでオコンは初めてレースをリードした末、初優勝を果たし、角田も安定した走りを見せ、それまでの自己最高位となる6位入賞を遂げる。 |               |                                            |      |               |
| 38 | 8             | "ウォルフの決断" "Dances With Wolff"       | 42分 | 2022年3月11日 |
| メルセデスのバルテリ・ボッタスはシーズン開幕前からこの年限りでメルセデスから放出されることが噂され、キャリアの岐路にあった。一方、以前から後任の最有力候補とみなされていたジョージ・ラッセルにも契約決定の報せは一向に訪れなかった。第2戦エミリア・ロマーニャグランプリで、雨のレースで速さを見せたラッセルはボッタスをオーバーテイクしようとするが、そこで両者は接触し大きなクラッシュが発生してしまう。メルセデスチームの代表であるトト・ヴォルフはこの事故の責任はラッセルにあると考え、自身のミスを認めないラッセルのチームプレイヤーとしての資質に疑念を覚える。そんな中、7月の第10戦イギリスグランプリでボッタスはチームオーダーに従い、ハミルトンの優勝に貢献し、チームからの評価を一層高める。一方のラッセルも、夏休み明けの第12戦ベルギーグランプリで、雨の予選で驚異的な走りを見せ、弱小ウィリアムズで予選2位を獲得するという快挙を演じる。最高のチームプレイヤーであるボッタスと、若く速いラッセル、ヴォルフはどちらを来季のドライバーとするか悩み抜いた末、ラッセルの起用を決断する。 |               |                                            |      |               |
| 39 | 9             | "真っ向勝負" "Gloves Are Off"              | 51分 | 2022年3月11日 |
| イギリスグランプリ後、レッドブルとメルセデスによるタイトル争いは熾烈な全面対決となり、フェルスタッペンとハミルトンは一進一退の攻防を繰り広げ、シーズンが残り3戦となってもタイトル争いは接戦のまま続いていた。チーム代表のホーナーとヴォルフは互いに心理戦を仕掛け、両チームは運営組織への抗議を通じて相手にプレッシャーを掛け、相手より少しでも優位に立とうとコース外でも火花を散らす。残り2戦となった第21戦サウジアラビアグランプリはハミルトンとフェルスタッペンのマッチレースとなり、波乱続きの展開の末、ハミルトンが優勝を手にする。これにより両者は最終戦を残して全くの同ポイントで並んだ。彼らの後方では、チームにタイトルを獲得させるべく奮起したボッタスがチェッカーフラッグ目前で前走車をオーバーテイクして3位表彰台を獲得し、これによりメルセデスはコンストラクターズタイトルを確保する。残されたドライバーズタイトルの決着は最終戦に持ち越され、世紀の一戦になると誰もが予感するレースが始まろうとしていた。 |               |                                            |      |               |
| 40 | 10            | "劇的なシーズン閉幕" "Hard Racing"         | 45分 | 2022年3月11日 |
| ランキング首位のフェルスタッペンとハミルトンが同ポイントで並んだ状態で、シーズン最終戦（第22戦）アブダビグランプリが幕を開けようとしていた。そんな中、レッドブルはそれまでのレースで不利な裁定を受け続けたことから運営組織への不信感を露わにする。予選でポールポジションを獲得したフェルスタッペンだったが、レースはハミルトンがリードする展開で始まった。オープニングラップでハミルトンがコーナーをショートカットしたため、ホーナーは運営のマイケル・マシに抗議したが、これもまた無益となる。ピットストップのタイミングで一時的に首位となったレッドブルのセルジオ・ペレスはハミルトンを抑え込む力走を見せ、追いすがるフェルスタッペンを援護し、場内を沸かせる。しかし、レッドブルが総力戦を仕掛けてもハミルトン優勢の状況は覆らず、ハミルトンは着実にリードを広げ、優勝を手中に収めつつあった。レースも残り数周となった終盤、後方を走っていたニコラス・ラティフィがクラッシュしたことでコースにはセーフティカーが導入され、レース再開のわずかな可能性に賭けたレッドブルはフェルスタッペンをピットインさせ、新品タイヤに交換させる。ホーナーはマシにレース再開を要望したものの、判断は保留され、レッドブルの希望は潰えたかに見えたが、最終的にマシはレース再開の決定を下す。メルセデスピットのヴォルフがマシに激しく抗議する中、コース上ではフェルスタッペンがハミルトンを抜き去り、優勝したフェルスタッペンは自身初のワールドチャンピオンに輝いた。レース結果に抗議するヴォルフに対して、マシは「これがモータースポーツだ」と諭す。 シーズン閉幕後、フェルスタッペンとホーナーがタイトル獲得の感慨に浸る一方、ヴォルフは来年は全チームがターゲットだと述べ、逆襲に闘志を燃やす。 |               |                                            |      |               |

### シーズン5
| 通算 話数 | シーズン 話数 | タイトル                                 | 長さ | 配信開始日    |
| --- | ------------- | ---------------------------------------- | ---- | ------------- |
| 41 | 1             | "新たな夜明け" "The New Dawn"            | 46分 | 2023年2月24日 |
| 劇的な形で終わった2021年シーズン後のある日、ギュンター・シュタイナーとマッティア・ビノットはビノットのワイン農園で気楽な休暇を過ごしていた。2022年シーズン直前になってシュタイナーはニキータ・マゼピンを放出するほかなくなり、ハースに再度招集されたケビン・マグヌッセンが1年ぶりのレースに挑む。ビノットもまた、フェラーリの代表としてイタリアの期待を背負う重圧を背負って新シーズンに臨む。規則の改定により、車両の形は大きく変わり、誰が優勢かは全くわからないシーズンが始まった。 |               |                                          |      |               |
| 42 | 2             | "巻き返し" "Bounce Back"                 | 49分 | 2023年2月24日 |
| メルセデスは車両開発に失敗し、苦しんでいた。チーム代表たちの集まりで、トト・ウォルフは感情をあらわにして激しい口論を始める。ハミルトンはイギリスGPで3位に入り、チームは復活の手応えをつかむ。 |               |                                          |      |               |
| 43 | 3             | "フェラーリの抱負" "Matter of Principal" | 45分 | 2023年2月24日 |
| シーズン序盤を好調に滑り出したフェラーリはタイトル獲得への強い意気込みを持って第5戦マイアミGPを迎える。好調を維持したフェラーリのルクレールとサインツはフロントローを独占してレースをスタートしたが、作戦ミスにより、フェルスタッペンに後れを取り、結果は2位と3位に終わってしまう。勝てたはずのレースを落としてからフェラーリの歯車は狂い始め、第7戦モナコGPを戦略ミスで、第8戦アゼルバイジャンGPをトラブルで、第9戦カナダGPを再び戦略ミスで、立て続けに落としてしまう。サインツは第10戦イギリスGPで自身初のポールポジション、そして初の優勝を獲得する。しかし、ルクレールはまたも戦略ミスにより後退を余儀なくされ、タイトル獲得は遠のいていくことになった。度重なるフェラーリの戦略ミスにチーム代表のビノットへの風当たりは強くなっていく。 |               |                                          |      |               |
| 44 | 4             | "父の背中" "Like Father, Like Son?"      | 38分 | 2023年2月24日 |
| ハースの新車は高い競争力を発揮し、復帰したマグヌッセンの活躍でシーズン序盤から波に乗っていた。しかし、チームメイトのミック・シューマッハは、マグヌッセンに対抗心を燃やした末、序盤の数戦でクラッシュを繰り返し、車を2回も大破させてしまう。これにより、自身の初入賞は遠のき、チームからの信頼も落としていく。 |               |                                          |      |               |
| 45 | 5             | "フランスからの挑戦" "Pardon My French"  | 36分 | 2023年2月24日 |
| この年からルノーチームは「アルピーヌ」に改名し、新代表としてオトマー・サフナウアーを迎えて新体制でシーズンに臨もうとしていた。チームはシーズンを順調に進め、地元のフランスGP（第12戦）を迎える頃には目標としていたランキング4位を着実に争っていた。しかし、夏休み直前の第13戦ハンガリーGPでセバスチャン・ベッテルが引退を発表したことで、ストーブリーグが動き始め、アルピーヌはその余波を大きく受けてしまう。アルピーヌのエースドライバーであるアロンソは、ベッテルの後釜として、翌年はアストンマーティンに移籍することを発表した。アルピーヌは、評価も高い子飼いの若手オスカー・ピアストリを来季はリザーブドライバーからレギュラードライバーに昇格させることを発表するが、ピアストリは来年アルピーヌで走る気はないとSNSで発表する。 |               |                                          |      |               |
| 46 | 6             | "弱肉強食" "Nice Guys Finish Last"       | 31分 | 2023年2月24日 |
| 夏休み中、ピアストリが翌年はマクラーレンに移籍することを発表したことで、ダニエル・リカルドは翌シーズンのシートを失うことが確定してしまう。アルピーヌはピアストリの移籍は無効だと訴訟で争う構えを見せるが、翌年のアルピーヌのシートのひとつは事実上空席となり、そのシートを巡る争いは予測不能なものとなる。アルピーヌはピエール・ガスリーの起用を決断する。 |               |                                          |      |               |
| 47 | 7             | "重責" "Hot Seat"                        | 33分 | 2023年2月24日 |
| レッドブルのセルジオ・ペレスはシーズン序盤で波に乗れず、ホーナーは翌年に向けて他のドライバーと交代させることを検討し始める。そんな中で迎えた第7戦モナコGPの予選で、ペレスはクラッシュを起こし、それはフェルスタッペンのタイムアタックを妨げ、フェラーリにフロントロー独占を許してしまう。決勝レースが始まる直前、コースでは激しい雨が降り始め、レースは雨の中で始まった。路面が乾いていくレース状況の中、ペレスは戦略ミスを起こしたフェラーリの2台を抜き去ってトップに立ち、レース終盤のサインツの猛追を振り切り、モナコGPで優勝を果たす。レース後、レッドブルはペレスとの契約延長を発表した。 |               |                                          |      |               |
| 48 | 8             | "飛躍の時" "Alpha Male"                  | 32分 | 2023年2月24日 |
| 第18戦日本GPが始まろうとしていた。アルファタウリでは、ガスリーが今季限りで離脱することが発表され、残留する角田へのチームからの期待はより高いものとなり、結果を出すことが求められるようになっていた。レースは豪雨の中で開催され、アクシデントに見舞われたガスリーは大きく後退し、残された角田は期待されたレースを入賞圏外の13位で完走する。チームは、翌年の角田のチームメイトとして、ニック・デ・フリースの起用を発表する。続く第19戦アメリカGP、決勝を19番手からスタートした角田はオーバーテイクを繰り返して10位で完走し、久々の入賞を果たす。 |               |                                          |      |               |
| 49 | 9             | "コストキャップ違反" "Over the Limit"    | 40分 | 2023年2月24日 |
| レッドブルは、シーズン序盤こそフェラーリに先行されたものの、その後のシーズンでは優勝を重ね、タイトル争いを圧倒していた。そんな中、第17戦シンガポールGPで、前年シーズンにレッドブルがコストキャップ違反を犯していたという疑惑が降りかかる。他チームのチーム代表たちはこれを機会として、首位を独走するレッドブルへの批判を始める。第18戦日本GP、大雨の中で開催されたレースでフェルスタッペンは2位以下に大差をつけて優勝し、この年のドライバーズタイトルを確定させる。しかし、続く第19戦アメリカGPで他チームはコストキャップ違反の疑惑への批判を強め、ついにはレッドブルへの正式な告発が提出されるに至る。国際自動車連盟（FIA）はその告発を認め、レッドブルに対して700万ドルの罰金を科すことを決定する。そんな中、レッドブルの創設者ディートリヒ・マテシッツの訃報が届く。レースでフェルスタッペンはピット作業の遅れで、メルセデスとフェラーリに先行されるが、逆転優勝を果たし、レッドブルは周囲からの逆風の中でダブルタイトルを確定させる。 |               |                                          |      |               |
| 50 | 10            | "フィニッシュライン" "End of the Road"   | 32分 | 2023年2月24日 |
| 最終戦アブダビGPを前に、フェラーリは車は良かったにもかかわらず、戦略的なミスがあまりにも多かったシーズンを振り返りつつ、背後に迫るメルセデスからランキング2位を死守することを期してレースに臨む。アルピーヌとマクラーレンもランキング4位を争い、追うマクラーレンは逆転を目指す。結果、フェラーリは2位、アルピーヌは4位を守ってシーズンを終える。 |               |                                          |      |               |

### シーズン6
| 通算 話数 | シーズン 話数 | タイトル                              | 長さ | 配信開始日    |
| --- | ------------- | ------------------------------------- | ---- | ------------- |
| 51 | 1             | "大富豪の夢" "Money Talks"            | 47分 | 2024年2月23日 |
| オーナーのローレンス・ストロールの下でチャンピオンタイトル獲得を目指すアストンマーティンは、2024年シーズンに向けてフェルナンド・アロンソを獲得し、上位4チーム入りを目指す。開幕直前にランス・ストロールが負傷するアクシデントはあったが、アロンソは開幕戦バーレーンGPでメルセデスとフェラーリを下して3位表彰台を獲得し、復帰したストロールも6位という好成績を収める。 |               |                                       |      |               |
| 52 | 2             | "ステップダウン" "Fall from Grace"    | 42分 | 2024年2月23日 |
| 前年にマクラーレンから放出され、レギュラードライバーの座を失ったダニエル・リカルドは、レッドブルにサードドライバーとして雇われることになった。サードドライバーの実態はチームの広報役で、リカルドは内に秘めた感情を隠してチームのゲストやファンたちに笑顔を振りまく日々を過ごす。一方、この年、レッドブル傘下のアルファタウリに新たに加入したニック・デ・フリースはチームをリードする存在として周囲からも大きな期待を持たれて加入したが、序盤戦からチームメイトの角田裕毅にも負け続け、その評価を落としていっていた。シーズン半ば、デ・フリースの能力に疑問を持ったホーナーにより、リカルドはテストに招集され、現行型のレッドブルのF1車両を走らせる機会を初めて与えられる。F1に乗るのは8ヶ月ぶりだったにもかかわらず、リカルドはレギュラーに迫るタイムを出して実力が健在であることを証明し、ホーナーはデ・フリースに代えてリカルドを起用することを即決する。 |               |                                       |      |               |
| 53 | 3             | "高まるプレッシャー" "Under Pressure" | 48分 | 2024年2月23日 |
| マクラーレンは新人オスカー・ピアストリをチームに迎え、ノリスとともにドライバーは若手の強力なコンビとなる。しかし、車両開発に失敗したことから序盤戦は散々なものとなり、2戦目を終えた時点でチームはランキング最下位となる。チームが不調なことで、ノリスにはレッドブルへの移籍の噂が流れ始める。ノリスは残留の意向を示すものの、スポンサーも不満を示し始める。開発部門は車両開発の立て直しを進め、シーズン中盤のイギリスGPにチームは改良した車両を投入した。予選でマクラーレンは2番手と3番手を獲得し、決勝ではスタート直後にノリスが首位を奪い、一時的にレースをリードする。最終的に優勝は逃したが、2位と4位を獲得したマクラーレンは残りのシーズンに向けて巻き返しの狼煙をあげる。 |               |                                       |      |               |
| 54 | 4             | "最終章" "The Last Chapter"           | 47分 | 2024年2月23日 |
| 前年までの数年間、ハースは最下位集団に位置し続けており、その位置から脱出するため、ギュンター・シュタイナーは新シーズンをマグヌッセンとヒュルケンベルクというベテランドライバー2人のコンビで挑む体制とし、新たなスタートを切ろうとしていた。一方、ハースと最下位争いをし続けていたウィリアムズは、新たなチーム代表にメルセデス出身のジェームス・ボウルズを起用し、ハースと同じく最下位集団からの脱出を目指していた。序盤4戦を終えた時点で、ハースはランキング7位につけ、ウィリアムズは最下位の10位に沈む。エンジニア出身のボウルズはデータの分析により車両の改善を図る方針を採り、ウィリアムズはシーズン中盤のカナダGPで車両アップデートを行い、アルボンが7位入賞を果たす。ウィリアムズはその後も改善と入賞を続け、一方、車両開発が停滞したハースは無得点のレースを続ける。シーズン終盤のメキシコGPで、ハースは大幅に変更した車両を投入して起死回生を狙うが、チームの期待を背負ったアップデートは不発に終わる。結果、ウィリアムズは28ポイントを獲得してランキング7位へと躍進し、12ポイントの獲得に終わったハースは最下位（10位）でシーズンを終えた。シーズン終了後、ビノットのワイン農園を訪れたシュタイナーは「F1以外のことを始めたい」と漏らす。                                                                                |               |                                       |      |               |
| 55 | 5             | "内輪もめ" "Civil War"                | 41分 | 2024年2月23日 |
| アルピーヌでは、ピエール・ガスリーが移籍してきたことで、ドライバーはエステバン・オコンとのフランス人コンビとなる。これまでオコンがチームメイトと内輪もめを繰り返してきたことに加えて、子供の頃から競っていたこの二人は過去の因縁から仲が元々良くないことで知られており、新体制の先行きが不安視される中、チーム代表のオトマー・サフナウアーは協力関係を維持させることに自信を示す。しかし、第3戦オーストラリアGP終盤のリスタートで、二人は同士討ちするアクシデントを起こし、チームはダブルリタイアに終わる。オコンがチームメイト批判を始める一方、ガスリーとサフナウアーは言及を避ける。序盤戦が期待外れな結果で進む中、アルピーヌ本社もチームへの不満を露にする。そんな中で開催された第6戦モナコGPの予選で、オコンは3番手スタート、ガスリーは7番手を獲得する。ポイント獲得への期待にドライバーたちも応え、予測困難な雨混じりのレースで、チームはダブル入賞を果たした。しかし、オコンが表彰台を獲得した一方、タイヤ交換時のチームの判断ミスによって表彰台を逃すことになったガスリーは不満を募らせる。 |               |                                       |      |               |
| 56 | 6             | "勝利を信じて" "Leap of Faith"        | 35分 | 2024年2月23日 |
| 前年に続いてハミルトンはメルセデスの車の戦闘力不足に苦しんでいた。最年長ドライバーのアロンソがアストンマーティンへの移籍によって好結果を出すのを見て、ハミルトンはメルセデスに留まるべきかどうか考えを巡らせる。そんな中、ハミルトンがフェラーリに移籍するという噂が流れ始める。前年の開発方針を続けたことは失敗だったことを悟ったチームは、スペインGPでアップデートを投入し、それが奏功してチームは2-3フィニッシュを達成する。チームスタッフたちは久々の好成績を大いに喜ぶが、目標をタイトル奪還に置くヴォルフは平静を保ち、気を引き締める。ヴォルフは、チームをトップに返り咲かせるため、ハミルトンに今後もチームに留まるよう望んで説得を行い、ハミルトンはメルセデスとの契約を2年間延長するのだった。 |               |                                       |      |               |
| 57 | 7             | "セ・ラ・ヴィ" "C'est la Vie"         | 38分 | 2024年2月23日 |
| モナコGPこそ好結果を残したアルピーヌだったが、その低迷はシーズン中盤になっても続き、ドライバーたちはチーム代表のサフナウアーに不満を抱く。イギリスGPでガスリーは奮戦したものの、誰の目にも明らかな車の戦闘力不足で入賞圏外に落ちた末、チームはダブルリタイアとなる。次の第11戦ハンガリーGPではスタート直後にドライバー二人が同士討ちの事故を起こし、チームは2戦連続でダブルリタイアに終わり、ランキング争いで上位チームとの差はさらに開いていった。業を煮やしたアルピーヌ本社は、第12戦ベルギーGPに際してサフナウアーの解雇を突如として発表し、すでにサーキット入りしていたサフナウアーには他チームのF1関係者たちからも同情の声が寄せられる。アルピーヌでは、後任として代表に急遽就任することになったブルーノ・ファミンの下、チームの立て直しが図られることになった。チーム体制が動揺する中で開催された第13戦オランダGPにて、ガスリーはチーム移籍後の自身初表彰台を獲得し、オコンも10位入賞を果たしたことで、チームは再びのダブル入賞に沸く。 |               |                                       |      |               |
| 58 | 8             | "フェラーリの底力" "Forza Ferrari"    | 44分 | 2024年2月23日 |
| 2024年シーズンのフェラーリは、フレデリック・バスールを新たなチーム代表として迎えた。レッドブルが全てのレースで優勝しつつシーズンが進む中、チームは地元レースとなる第14戦イタリアGPに挑む。予選ではサインツがレッドブルを上回ってポールポジションを獲得したものの、決勝レースでは地力に勝るレッドブル勢の先行を許し、サインツが3位、ルクレールが4位フィニッシュという結果となる。レッドブルにまたしても及ばなかったことに加えて、レース終盤にチームメイト同士で接触寸前の争いを起こしたことは「ティフォシ」と呼ばれる地元イタリアのフェラーリファンたちの失望を買い、その苛立ちの矛先はバスールへと向かっていく。チームをまとめる力量に疑問が持たれる中、バスールは二人のドライバーにチームワークの重要性を説き、ドライバー間でも協力し合うことを求める。第15戦シンガポールGPの予選、レッドブルが不調で下位に沈んだこともあって、サインツが2戦連続のポールポジションを獲得する。レース序盤で1-2体制を築いたフェラーリは、2番手を走るルクレールを後続の抑え役としてサインツを逃がすチームプレイで優勝を確実に獲りにいく作戦を行う。そうして、メルセデス勢の追撃を振り切ったサインツは、レッドブル以外ではシーズン初（唯一）となる優勝を果たす。                                                                                    |               |                                       |      |               |
| 59 | 9             | "苦渋の選択" "Three's a Crowd"        | 50分 | 2024年2月23日 |
| アルファタウリのシートを手にして復帰したリカルドは、いずれはレッドブルに復帰してトップ争いに返り咲くべく、ドライバーとしての意欲を再燃させていた。しかし、第13戦オランダGPのフリー走行で、リカルドは避けがたい事故によって腕を骨折し、全治6週間となり、シートを離れるほかなくなってしまう。チームはリザーブドライバーのリアム・ローソンを急遽起用して、リカルドの代役とする。ローソンは参戦3戦目となる第15戦シンガポールGPでレッドブル勢の他の3名が予選で沈む中、彼ら全員を上回り、予選10番手を獲得する。ローソンはレースも着実に進め、9位フィニッシュで初入賞を遂げる。アルファタウリは角田とリカルドに加えて、ローソンも実力を示したことで、ドライバー選びは悩ましいものとなる。第16戦日本GPで、ローソンは地元の角田に先行してレースを終え、ホーナーらからの評価も高める。しかし、レッドブルの決断は来季のアルファタウリのドライバーは角田とリカルドにするというものだった。負傷欠場から復帰したリカルドは、第19戦メキシコGPでこの年のチーム最高位となる7位フィニッシュを記録し、チームはランキング最下位（10位）から8位に浮上。満足のいく結果にリカルドは満面の笑みを浮かべ、改めてレッドブルへの再昇格という目標を目指す。メキシコGPで不本意な結果に終わったレッドブルのペレスも交え、レッドブル勢のシート争いは続いていく。 |               |                                       |      |               |
| 60 | 10            | "赤か黒か" "Red or Black"             | 50分 | 2024年2月23日 |
| シーズン終盤、第21戦ラスベガスGPが始まろうとしていた。初開催のラスベガスGPで車が走り出す前から華やかな演出が様々に行われる一方、フェラーリはそうしたことに惑わされず、ランキング2位争いをリードするメルセデスを上回ることに集中する。しかし、フリー走行の開始直後、コースの不備により、サインツの車両が大破するという予期せぬアクシデントが起きてしまう。加えて、そのことによって理不尽なペナルティが科されることになり、バスールが激怒する中、フェラーリはルクレールがポールポジション、破損を修復したサインツも2番手タイムを記録する（ペナルティにより12番手スタートに降格）。サインツはスタート直後にスピンしたことで最後尾に落ちるが、着実に順位を上げていき、アクシデントで後退したメルセデス勢を上回り6位フィニッシュを果たす。ルクレールは終盤で3番手に後退したが、ファイナルラップでペレスをオーバーテイクし、2位表彰台を獲得し、フェラーリはメルセデスとの差を一挙に縮め、最終戦アブダビGPを残して両者のポイント差はわずか4ポイントとなる。シーズン序盤は好調だったアストンマーティンは、シーズン中盤以降に調子を上げたマクラーレンに上回られ、両チームもまた最終戦でランキング4位を争う。長いシーズンの決着が着こうとしていた。                                                                                        |               |                                       |      |               |

## 多言語対応
本作品は英語を基本言語としているが、他のNetflix作品と同様、英語以外の言語に翻訳した字幕版と吹替版が製作され、いずれの言語版も配信開始と同時に提供されている。
吹替版の対応言語は下記の通り（クレジット表示順）。
- シーズン1: ドイツ語、スペイン語、カスティーリャ語、フランス語、イタリア語、日本語、ブラジルポルトガル語、トルコ語。
- シーズン2-6: チェコ語、ドイツ語、スペイン語、カスティーリャ語、フランス語、ヒンディー語、ハンガリー語、イタリア語、日本語、ポーランド語、ブラジルポルトガル語、ロシア語、トルコ語。

### 日本語版
全てのエピソードで日本語字幕版と日本語吹替版が用意されており、日本語吹替版の制作はACクリエイトが担当している（シーズン1からシーズン6まで共通）。

#### 各話スタッフ
- 各話クレジットを出典とする。

| シーズン1 | シーズン1            | シーズン1    | シーズン1  | シーズン1                                               |
| 話        | タイトル             | 翻訳（字幕） | 吹替版     | 吹替版                                                  |
| 話        | タイトル             | 翻訳（字幕） | 翻訳       | 脚本                                                    |
| --------- | -------------------- | ------------ | ---------- | ------------------------------------------------------- |
| 1         | 栄光を目指して       | 大島谷真記子 | 田宮真実   | みさわあやこ                                            |
| 2         | スペイン最速の男     | 大島谷真記子 | 峯間貴子   | みさわあやこ                                            |
| 3         | 救いの道             | 大島谷真記子 | 三井亜佐子 | みさわあやこ                                            |
| 4         | 戦う術               | 芹ヶ谷太郎   | 北野りり子 | みさわあやこ                                            |
| 5         | チーム崩壊の危機     | 大島谷真記子 | 子安則子   | みさわあやこ                                            |
| 6         | 負ければ終わり       | 芹ヶ谷太郎   | 三井亜佐子 | みさわあやこ                                            |
| 7         | 冷静に前を向け       | 大島谷真記子 | 赤坂純子   | みさわあやこ                                            |
| 8         | 新世代               | 芹ヶ谷太郎   | 三井亜佐子 | みさわあやこ                                            |
| 9         | 星条旗はためく下で   | 芹ヶ谷太郎   | 子安則子   | みさわあやこ                                            |
| 10        | ラインの向こう側     | 芹ヶ谷太郎   | 北野りり子 | みさわあやこ                                            |
| シーズン2 |                      |              |            |                                                         |
| 話        | タイトル             | 翻訳（字幕） | 吹替版     | 吹替版                                                  |
| 話        | タイトル             | 翻訳（字幕） | 翻訳       | 演出                                                    |
| 1         | ブラックアウト       | 町野健二     | 橋本有香里 | みさわあやこ                                            |
| 2         | 我慢の限界           | 長島咲識     | 福浦正泰   | みさわあやこ                                            |
| 3         | 火花を散らして       | 長島咲識     | 三井亜佐子 | みさわあやこ                                            |
| 4         | 暗黒の日々           | 村上あい     | 福浦正泰   | みさわあやこ                                            |
| 5         | 期待と重圧           | 伊東幸子     | 橋本有香里 | みさわあやこ                                            |
| 6         | 猛牛のごとく         | 長島咲識     | 橋本有香里 | みさわあやこ                                            |
| 7         | 情熱の赤             | 村上あい     | 四辻竜也   | みさわあやこ                                            |
| 8         | イス取りゲーム       | 村上あい     | 三井亜佐子 | みさわあやこ                                            |
| 9         | 血と汗と涙           | 池田美和子   | 三井亜佐子 | みさわあやこ                                            |
| 10        | チェッカーフラッグ   | 町野健二     | 三井亜佐子 | みさわあやこ                                            |
| シーズン3 |                      |              |            |                                                         |
| 話        | タイトル             | 翻訳（字幕） | 吹替版     | 吹替版                                                  |
| 話        | タイトル             | 翻訳（字幕） | 翻訳       | 演出                                                    |
| 1         | キャッシュは王様     | 堀上香       | 三井亜佐子 | カーフット善                                            |
| 2         | シーズン再開         | 堀上香       | 橋本有香里 | カーフット善                                            |
| 3         | トップへの野心       | 堀上香       | 三井亜佐子 | カーフット善                                            |
| 4         | フェラーリの試練     | 田口絵里     | 橋本有香里 | カーフット善                                            |
| 5         | 別離のとき           | 堀上香       | 三井亜佐子 | カーフット善                                            |
| 6         | 復活                 | 田口絵里     | 三井亜佐子 | カーフット善                                            |
| 7         | ギュンターの選択     | 田口絵里     | 橋本有香里 | カーフット善                                            |
| 8         | 後悔なし             | 田口絵里     | 橋本有香里 | カーフット善                                            |
| 9         | 炎上事故             | 田口絵里     | 橋本有香里 | カーフット善                                            |
| 10        | 運命の最終戦         | 田口絵里     | 橋本有香里 | カーフット善                                            |
| シーズン4 |                      |              |            |                                                         |
| 話        | タイトル             | 翻訳（字幕） | 吹替版     | 吹替版                                                  |
| 話        | タイトル             | 翻訳（字幕） | 翻訳       | その他                                                  |
| 1         | 強豪対決             | 田口絵里     | 橋本有香里 | カーフット善 (演出) Sílvia Torrent (監修)               |
| 2         | 切り札               | 堀上香       | 三井亜佐子 | カーフット善 (演出) Sílvia Torrent (監修)               |
| 3         | 転機                 | 田口絵里     | 橋本有香里 | カーフット善 (演出) Sílvia Torrent (監修)               |
| 4         | 行く手にそびえる山   | 堀上香       | 橋本有香里 | カーフット善 (演出) Sílvia Torrent (監修)               |
| 5         | スランプ脱出         | 田口絵里     | 三井亜佐子 | カーフット善 (演出) Sílvia Torrent (監修)               |
| 6         | 実力の証明           | 堀上香       | 三井亜佐子 | カーフット善 (演出) Sílvia Torrent (監修)               |
| 7         | 若手ドライバーの苦悩 | 田口絵里     | 橋本有香里 | カーフット善 (演出) Sílvia Torrent (監修)               |
| 8         | ウォルフの決断       | 堀上香       | 三井亜佐子 | カーフット善 (演出) Sílvia Torrent (監修)               |
| 9         | 真っ向勝負           | 田口絵里     | 橋本有香里 | カーフット善 (演出) Sílvia Torrent (監修)               |
| 10        | 劇的なシーズン閉幕   | 田口絵里     | 三井亜佐子 | カーフット善 (演出) Sílvia Torrent (監修)               |
| シーズン5 |                      |              |            |                                                         |
| 話        | タイトル             | 翻訳（字幕） | 吹替版     | 吹替版                                                  |
| 話        | タイトル             | 翻訳（字幕） | 翻訳       | その他                                                  |
| 1         | 新たな夜明け         | 白取美雪     | 橋本有香里 | カーフット善 (演出)                                     |
| 2         | 巻き返し             | 白取美雪     | 橋本有香里 | カーフット善 (演出)                                     |
| 3         | フェラーリの抱負     | 白取美雪     | 三井亜佐子 | カーフット善 (演出)                                     |
| 4         | 父の背中             | 白取美雪     | 三井亜佐子 | カーフット善 (演出)                                     |
| 5         | フランスからの挑戦   | 白取美雪     | 橋本有香里 | カーフット善 (演出)                                     |
| 6         | 弱肉強食             | 白取美雪     | 三井亜佐子 | カーフット善 (演出)                                     |
| 7         | 重責                 | 白取美雪     | 三井亜佐子 | カーフット善 (演出)                                     |
| 8         | 飛躍の時             | 白取美雪     | 橋本有香里 | カーフット善 (演出)                                     |
| 9         | コストキャップ違反   | 白取美雪     | 橋本有香里 | カーフット善 (演出)                                     |
| 10        | フィニッシュライン   | 白取美雪     | 三井亜佐子 | カーフット善 (演出)                                     |
| シーズン6 |                      |              |            |                                                         |
| 話        | タイトル             | 翻訳（字幕） | 吹替版     | 吹替版                                                  |
| 話        | タイトル             | 翻訳（字幕） | 翻訳       | その他                                                  |
| 1         | 大富豪の夢           | 小林龍       | 中村麻衣   | カーフット善 (演出) 山本慶太郎 (調整) 宇津木拓也 (録音) |
| 2         | ステップダウン       | 小林龍       | 三井亜佐子 | カーフット善 (演出) 山本慶太郎 (調整) 宇津木拓也 (録音) |
| 3         | 高まるプレッシャー   | 小林龍       | 橋本有香里 | カーフット善 (演出) 山本慶太郎 (調整) 宇津木拓也 (録音) |
| 4         | 最終章               | 小林龍       | 橋本有香里 | カーフット善 (演出) 山本慶太郎 (調整) 宇津木拓也 (録音) |
| 5         | 内輪もめ             | 小林龍       | 中村麻衣   | カーフット善 (演出) 山本慶太郎 (調整) 宇津木拓也 (録音) |
| 6         | 勝利を信じて         | 小林龍       | 三井亜佐子 | カーフット善 (演出) 山本慶太郎 (調整) 宇津木拓也 (録音) |
| 7         | セ・ラ・ヴィ         | 小林龍       | 橋本有香里 | カーフット善 (演出) 山本慶太郎 (調整) 宇津木拓也 (録音) |
| 8         | フェラーリの底力     | 小林龍       | 三井亜佐子 | カーフット善 (演出) 山本慶太郎 (調整) 宇津木拓也 (録音) |
| 9         | 苦渋の選択           | 小林龍       | 三井亜佐子 | カーフット善 (演出) 山本慶太郎 (調整) 宇津木拓也 (録音) |
| 10        | 赤か黒か             | 小林龍       | 橋本有香里 | カーフット善 (演出) 山本慶太郎 (調整) 宇津木拓也 (録音) |

#### 吹替キャスト
- シーズン6までの吹替版の演者（声優）。
- 出典を特に付したもの以外は各話クレジットに基づく。掲載順序は各話クレジットの登場順序に基づく。

| 人物                       | 日本語吹替                                          |
| チーム関係者               | チーム関係者                                        |
| -------------------------- | --------------------------------------------------- |
| クリスチャン・ホーナー     | 板取政明                                            |
| クレア・ウィリアムズ       | 高津麻都香 (シーズン1) 池ヶ谷華菜子 (シーズン2以降) |
| シリル・アビテブール       | 市橋尚史                                            |
| ビート・ツェンダー         | 最上嗣生                                            |
| ビジェイ・マリヤ           | 最上嗣生                                            |
| ギュンター・シュタイナー   | 板取政明                                            |
| オトマー・サフナウアー     | 板取政明                                            |
| ジーン・ハース             | 西村健志                                            |
| 小松礼雄                   | 蒼谷和樹                                            |
| ザク・ブラウン             | 岩崎征実                                            |
| トト・ヴォルフ             | 西垣俊作                                            |
| マッティア・ビノット       | 西村健志                                            |
| ローレンス・ストロール     | 蒼谷和樹                                            |
| ヨースト・カピート         | 早川毅                                              |
| シャーロット・セフトン     | 芹沢里桜                                            |
| リカルド・アダミ           | 水越健                                              |
| マルコス・パドロス         | 水越健                                              |
| ローラン・ロッシ           | 市橋尚史                                            |
| マッティア・スピニ         | 水越健                                              |
| ピーター・バイエル         | 早川毅                                              |
| フランツ・トスト           | 蒼谷和樹                                            |
| ジェームス・ボウルズ       | 水越健                                              |
| ブルーノ・ファミン         | 櫻井皓基                                            |
| ライアン・レイノルズ       | 加瀬康之                                            |
| フレデリック・バスール     | 上住谷崇                                            |
| 現役F1ドライバー           |                                                     |
| ダニエル・リカルド         | 西村健志                                            |
| ロマン・グロージャン       | 早川毅                                              |
| カルロス・サインツ (Jr.)   | 蒼谷和樹                                            |
| フェルナンド・アロンソ     | 早川毅                                              |
| シャルル・ルクレール       | 加藤ルイ                                            |
| エステバン・オコン         | 上住谷崇                                            |
| セルジオ・ペレス           | 西村健志                                            |
| ケビン・マグヌッセン       | 市橋尚史                                            |
| マーカス・エリクソン       | 蒼谷和樹                                            |
| ピエール・ガスリー         | 西村健志                                            |
| ニコ・ヒュルケンベルグ     | 櫻井皓基                                            |
| ルイス・ハミルトン         | 櫻井皓基                                            |
| バルテリ・ボッタス         | 蒼谷和樹                                            |
| マックス・フェルスタッペン | 櫻井皓基                                            |
| アレックス・アルボン       | 西垣俊作                                            |
| セバスチャン・ベッテル     | 市橋尚史                                            |
| ジョージ・ラッセル         | 岩崎征実                                            |
| ロバート・クビサ           | 早川毅                                              |
| ランス・ストロール         | 板取政明                                            |
| ランド・ノリス             | 加藤ルイ                                            |
| 角田裕毅                   | 野田てつろう                                        |
| ニキータ・マゼピン         | 水越健                                              |
| ミック・シューマッハ       | 上住谷崇                                            |
| ニコラス・ラティフィ       | 最上嗣生                                            |
| オスカー・ピアストリ       | 野津山幸宏                                          |
| ニック・デ・フリース       | 上住谷崇                                            |
| リアム・ローソン           | 蒼谷和樹                                            |
| その他のF1関係者           |                                                     |
| デビッド・クロフト         | 岩崎征実                                            |
| ウィル・バクストン         | 櫻井皓基                                            |
| クリス・メッドランド       | 市橋尚史                                            |
| マーティン・ブランドル     | 蒼谷和樹                                            |
| ナタリー・ピンカム         | 寺依沙織 高津麻都香                                 |
| マーティン・プール         | 水越健                                              |
| グレン・ビーバス           | 早川毅                                              |
| ジェリ・ホーナー           | 寺依沙織                                            |
| トム・クルーズ             | 森川智之                                            |
| マーク・ウェバー           | 早川毅                                              |
| ジェニー・ガウ             | 高津麻都香                                          |
| ダニカ・パトリック         | 大垣理香                                            |
| その他                     | 下田屋有依                                          |

## 受賞・ノミネート
| 年   | 賞 ※ ( ) 内は受賞発表の月。                                | 部門 | 対象 | 結果       | 出典                   |
| ---- | ---------------------------------------------------------- | --- | --- | ---------- | ---------------------- |
| 2020 | (1月) 映画オーディオ協会賞                                 | サウンドミキシング賞（テレビ - ノンフィクション、バラエティー、または音楽） (Outstanding Achievement in Sound Mixing for Television - Non-Fiction, Variety or Music - Series or Specials) | シーズン1-8: 新世代 (The Next Generation) - ニック・フライ (Nick Fry)、スティーブ・スピード (Steve Speed)、ジェイムス・エヴァンス (James Evans) | ノミネート | [ 98 ] [ 99 ]          |
| 2020 | (7月) 英国アカデミーテレビクラフト賞                       | 音響賞（ノンフィクション部門） (Sound: Factual) | ニック・フライ (Nick Fry)、スティーブ・スピード (Steve Speed)、ジェイムス・エヴァンス (James Evans)、ニッキー・アダムス (Nick Adams) | ノミネート | [ 98 ] [ 100 ]         |
| 2020 | (11月) 王立テレビ協会 (RTS) - RTSクラフト&デザインアワード | 音響賞（エンターテインメント、ノンドラマ） (Sound - Entertainment & Non Drama ) | シーズン2 - ニック・フライ (Nick Fry)、スティーブ・スピード (Steve Speed)、ジェイムス・エヴァンス (James Evans)、ヒュー・ドワン (Hugh Dwan) | ノミネート | [ 98 ] [ 101 ]         |
| 2021 | (5月) 英国アカデミーテレビクラフト賞                       | 音響賞（ノンフィクション部門） (Sound: Factual) | ニック・フライ (Nick Fry)、スティーブ・スピード (Steve Speed)、ジェイムス・エヴァンス (James Evans)、ヒュー・ドワン (Hugh Dwan) | 受賞       | [ 98 ] [ 102 ]         |
| 2021 | (6月) スポーツ・エミー賞                                   | ドキュメンタリーシリーズ賞（続編物） (Outstanding Serialized Sports Documentary) | 『Formula 1: Drive to Survive』 | ノミネート |                        |
| 2021 | (11月) 王立テレビ協会 (RTS) - RTSクラフト&デザインアワード | 音響賞（エンターテインメント、ノンドラマ） (Sound - Entertainment & Non Drama ) | シーズン3 - ニック・フライ (Nick Fry)、スティーブ・スピード (Steve Speed)、ジェイムス・エヴァンス (James Evans)、ヒュー・ドワン (Hugh Dwan) | 受賞       | [ 98 ] [ 103 ]         |
| 2022 | (3月) 音響効果監督組合 - ゴールデンリール賞                | 音響賞（映画以外のドキュメンタリー） (Outstanding Achievement in Sound Editing - Non-Theatrical Documentary)                                                                              | シーズン3-10: 運命の最終戦 (Down to the Wire) - スティーブ・スピード (Steve Speed)、ニック・フライ (Nick Fry)、ヒュー・ドワン (Hugh Dwan)、ジェイムス・エヴァンス (James Evans)                                                                                     | ノミネート | [ 98 ] [ 104 ]         |
| 2022 | (3月) 全米製作者組合 - 全米製作者組合賞                    | 優秀スポーツ番組 (Outstanding Sports Program) | 『Formula 1: Drive to Survive』 | ノミネート | [ 98 ] [ 105 ]         |
| 2022 | (3月) 映画オーディオ協会賞                                 | サウンドミキシング賞（テレビ - ノンフィクション、バラエティー、または音楽） (Outstanding Achievement in Sound Mixing for Television - Non-Fiction, Variety or Music - Series or Specials) | シーズン3-9: 炎上事故 (Man on Fire) - ダグ・ドレジャー (Doug Dreger)、ニック・フライ (Nick Fry)、スティーブ・スピード (Steve Speed) | ノミネート | [ 98 ] [ 106 ]         |
| 2022 | (3月) アメリカ映画編集者協会 - エディー賞                  | ドキュメンタリー編集賞 (Best Edited Non-Scripted Series) | シーズン3-9: 炎上事故 (Man on Fire) - ダン・アブレット (Dan Ablett)、ケヴィン・オースティン (Kevin Austin)、オットー・バーナム (Otto Burnham)、シェーン・マコーマック (Shane McCormack)、グラハム・テイラー (Graham Taylor)                                         | 受賞       | [ 98 ] [ 107 ] [ 108 ] |
| 2022 | (4月) 英国アカデミーテレビクラフト賞                       | 音響賞（ノンフィクション部門） (Sound: Factual) | ダグ・ドレジャー (Doug Dreger)、アンドリュー・ヤルメ (Andrew Yarme)、ニック・フライ (Nick Fry)、スティーブ・スピード (Steve Speed)、ヒュー・ドワン (Hugh Dwan)、ジェイムス・エヴァンス (James Evans)                                                                | ノミネート | [ 98 ]                 |
| 2022 | (5月) スポーツ・エミー賞                                   | ドキュメンタリーシリーズ賞（続編物） (Outstanding Documentary Series - Serialized) | 『Formula 1: Drive to Survive』 | 受賞       | [ 18 ]                 |
| 2022 | (5月) スポーツ・エミー賞                                   | 編集賞（長編） (Outstanding Editing - Long Form) | 『Formula 1: Drive to Survive』 | ノミネート | [ 18 ]                 |
| 2023 | (2月) 全米製作者組合 - 全米製作者組合賞                    | 優秀スポーツ番組 (Outstanding Sports Program) | 『Formula 1: Drive to Survive』 | ノミネート | [ 98 ] [ 109 ]         |
| 2023 | (2月) 音響効果監督組合 - ゴールデンリール賞                | 音響賞（映画以外のドキュメンタリー） (Outstanding Achievement in Sound Editing - Non-Theatrical Documentary)                                                                              | シーズン4-9: 真っ向勝負 (Gloves Are Off) - スティーブ・スピード (Steve Speed)、ニック・フライ (Nick Fry)、ジェイムス・エヴァンス (James Evans)、ヒュー・ドワン (Hugh Dwan)                                                                                          | 受賞       | [ 98 ]                 |
| 2023 | (3月) アメリカ映画編集者協会 - エディー賞                  | ドキュメンタリー編集賞 (Best Edited Non-Scripted Series) | シーズン4-10: 劇的なシーズン閉幕 (Hard Racing) - キャシー・ベニット (Cassie Bennitt)、マット・ラッジ (Matt Rudge)、ダンカン・モール (Duncan Moir)、ニック・ジマーマン (Nic Zimmermann)、ジャック・フォクストン (Jack Foxton)、ニール・クラークソン (Neil Clarkson ) | ノミネート | [ 98 ]                 |
| 2023 | (3月) 映画オーディオ協会賞                                 | サウンドミキシング賞（テレビ - ノンフィクション、バラエティー、または音楽） (Outstanding Achievement in Sound Mixing for Television - Non-Fiction, Variety or Music - Series or Specials) | シーズン4-9: 真っ向勝負 (Gloves Are Off) - ニック・フライ (Nick Fry)、スティーブ・スピード (Steve Speed) | 受賞       | [ 98 ]                 |
| 2023 | (5月) 英国アカデミーテレビクラフト賞                       | 音響賞（ノンフィクション部門） (Sound: Factual) | アンドリュー・ヤルメ (Andrew Yarme)、ダグ・ドレジャー (Doug Dreger)、ヒュー・ドワン (Hugh Dwan)、ジェイムス・エヴァンス (James Evans)、ニック・フライ (Nick Fry)、スティーブ・スピード (Steve Speed)                                                                | ノミネート | [ 98 ]                 |
| 2023 | (5月) スポーツ・エミー賞                                   | ドキュメンタリーシリーズ賞（続編物） (Outstanding Documentary Series - Serialized) | 『Formula 1: Drive to Survive』 | ノミネート | [ 110 ]                |
| 2023 | (5月) スポーツ・エミー賞                                   | 音響賞（ポストプロダクション） (Outstanding Audio/Sound - Post-Produced) | 『Formula 1: Drive to Survive』 | ノミネート | [ 110 ]                |